# Grotte des Chamois
La grotte des Chamois est une cavité située sur la commune de Castellet-lès-Sausses, près du hameau d'Aurent, dans le massif du Grand Coyer, département des Alpes-de-Haute-Provence.
Elle s'ouvre à une soixantaine de mètres au-dessus de la source du Coulomp. L'exploration de la grotte a montré qu'il existe d'autres entrées, le trou des Fantasmes et la grotte N-I Nini, qui s'ouvrent sur le territoire de la commune de Méailles.

## Spéléométrie
Le développement de la cavité est de 13 900 m, en août 2016, pour une dénivellation de 390 m (-67 ; + 323).

## Géologie
La grotte s'ouvre dans les calcaires du Turonien.

## Historique
La source du Coulomp, près de laquelle s'ouvre la grotte des Chamois, est restée méconnue, car très éloignée des lieux habités. Le seul accès à la source était le lit de la rivière du Coulomp. Cependant, les bergers connaissaient la grotte et la source, car ils ont toujours fait usage des abris naturels comme l'indiquent quelques murets encore en place dans la grotte des Chamois. A proximité de la grotte, des abris-sous-roche comportant une épaisse couche de migon (crottes de moutons) attestent de cet usage ancestral.
Au début du XXe siècle, un projet de captage de la source du Coulomp pour l'alimentation en eau de la ville de Nice, a justifié la création d'un sentier dans les parois escarpées de la montagne de Beaussebérard. Un barrage est construit et quelques travaux d'aménagements attestent de l'intérêt du projet. La grotte des Chamois, qui s'ouvre juste au-dessus de la source, attire l'attention de l'ingénieur chargé du captage qui constate l'étagement des points d'émergence. En 1914, Léon Bertand écrit : « L’émergence supérieure actuelle (il existe plusieurs sorties d'eau) est évidemment une ancienne émergence (du Coulomp) analogue à celle qui est aujourd'hui totalement abandonnée par les eaux (entendre grotte des Chamois), probablement depuis longtemps, et qui sert accidentellement d’abri à quelques moutons ». Mais la guerre de 1914-1918 met un terme au projet qui sera totalement abandonné. La source du Coulomp redevient sauvage jusqu'à ce qu'en 1971 et 1974, Raymond Bergamo du Groupe Spéléologique de Nice se hasarde dans cette région retirée des Basses-Alpes. Il effectue quelques relevés topographiques jusqu'à la première voûte mouillante (siphon 1) de la grotte des Chamois. En juillet 1982, le Club Martel de Nice explore la suite après le siphon 2, la grotte est topographiée par Jean-Christophe Peyre en 1982 qui plonge le siphon 3 et poursuit l’exploration jusqu'à un soutirage et une escalade à effectuer au sommet de laquelle on peut apercevoir une galerie basse en interstrate. Des ossements de chamois sont découverts dans le premier siphon, la grotte prend alors le nom de grotte des Chamois donné en 1982 par les plongeurs.

Dans les années 1990, l'éboulis qui domine la source évolue au gré des crues du Coulomp : l'impressionnant tapis de pierres tend à descendre et l'accès à la grotte des Chamois devient problématique. En effet, le sentier disparaît et les blocs glissent dans la pente instable d'un énorme éboulis. Avant 1994, il semble que l’accès à la grotte des Chamois était plus facile pour le bétail ; les crues violentes de novembre 1994 auraient sensiblement modifié la topographie. Pendant cette période, la grotte et la source du Coulomp ne sont plus visitées que par quelques randonneurs jusqu'à ce qu'en 2007 Philippe Audra et Jean-Claude Nobécourt décident de s'intéresser à la puissante source karstique du Coulomp.

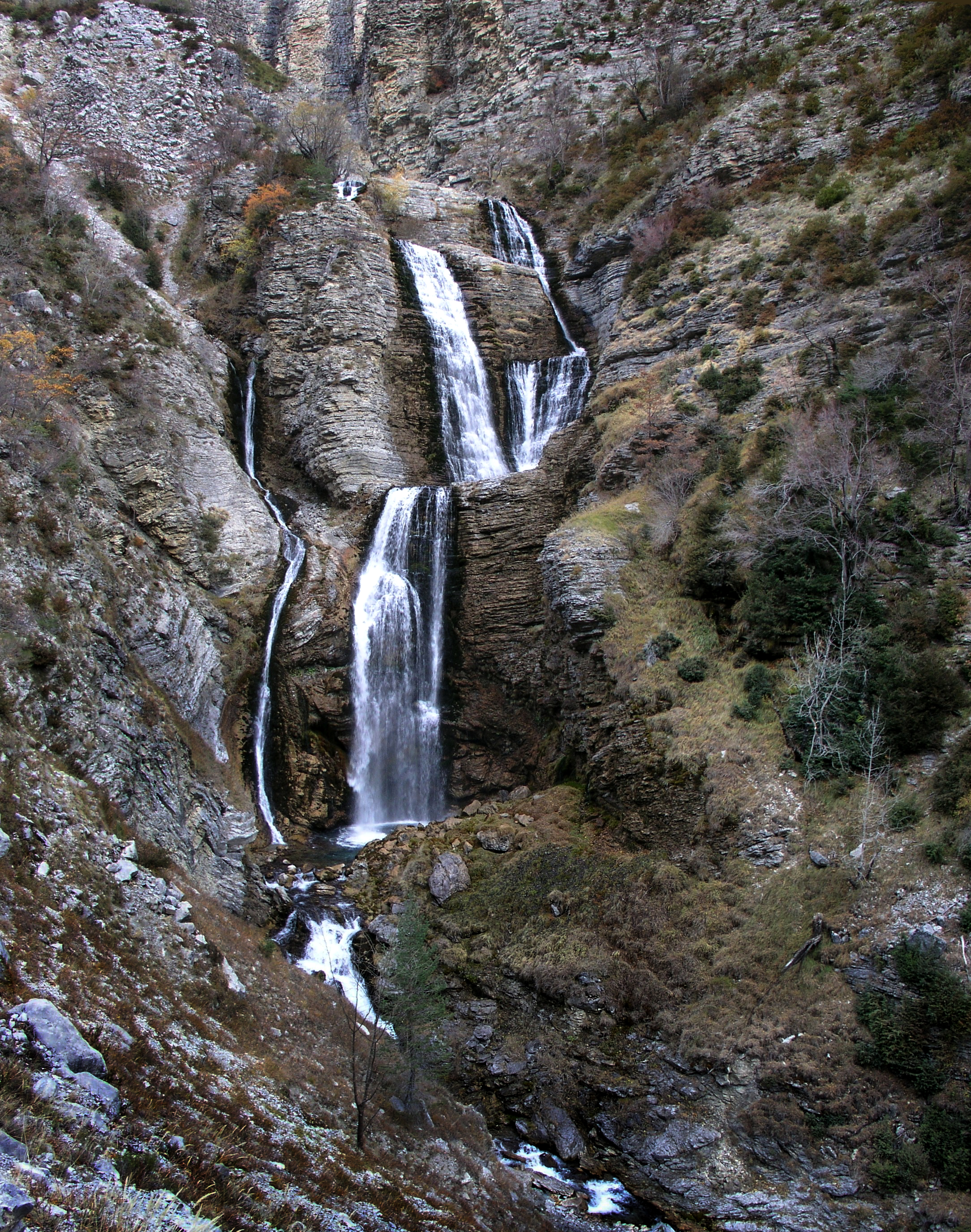
La source du Coulomp.
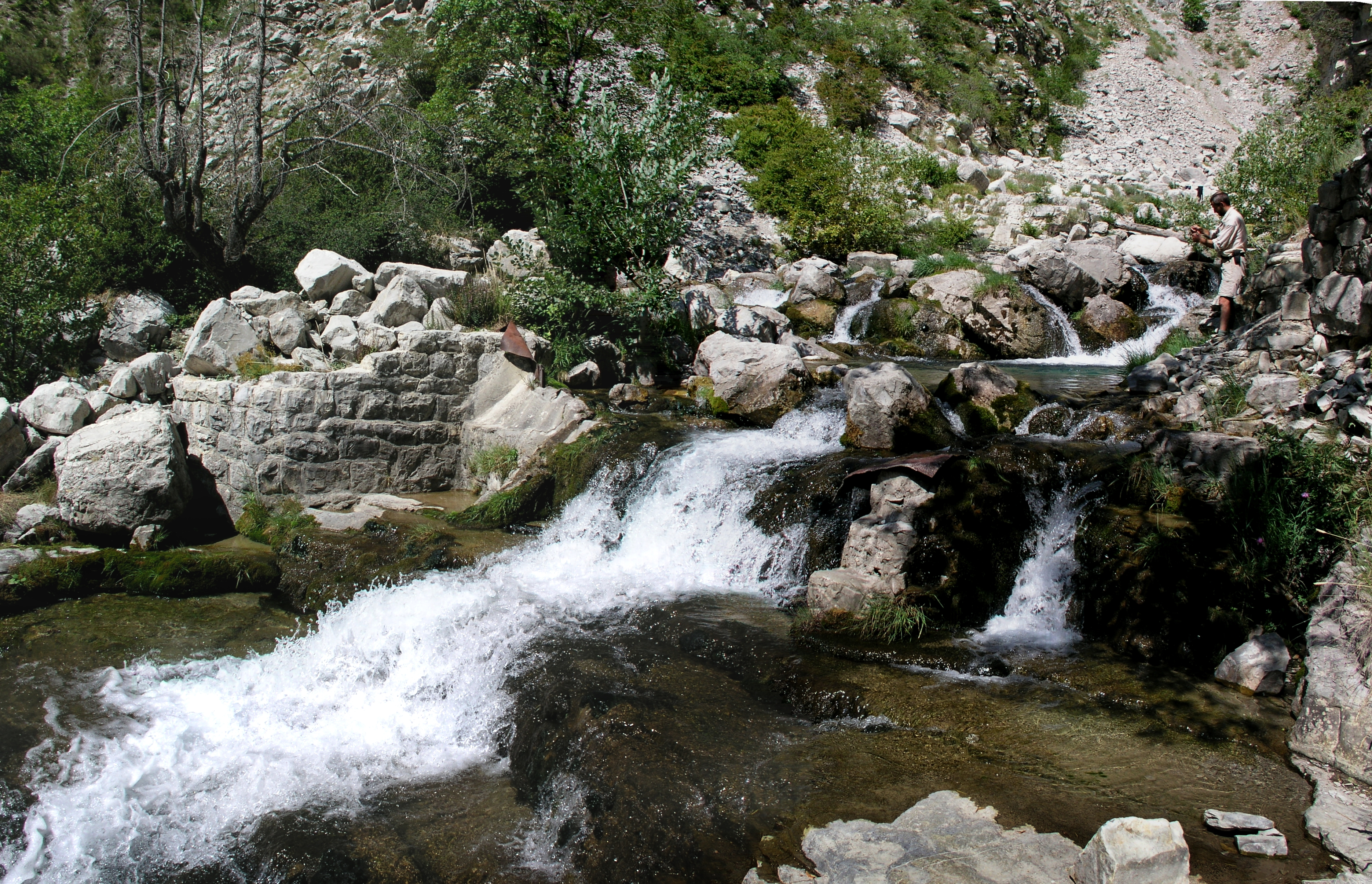
Reste d'un barrage à la source du Coulomp.
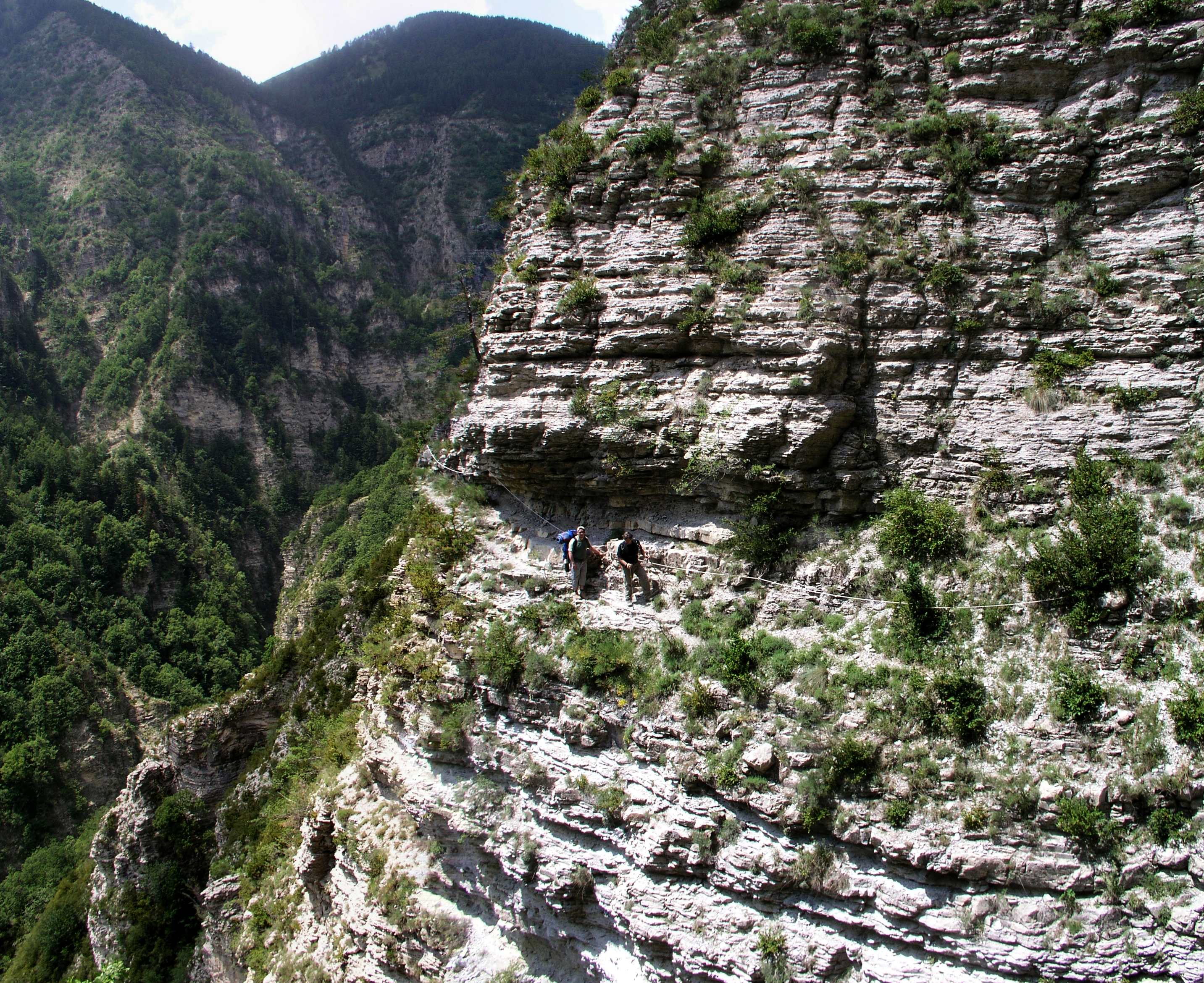
Sentier aérien aménagé lors de la tentative de captage de la source du Coulomp.
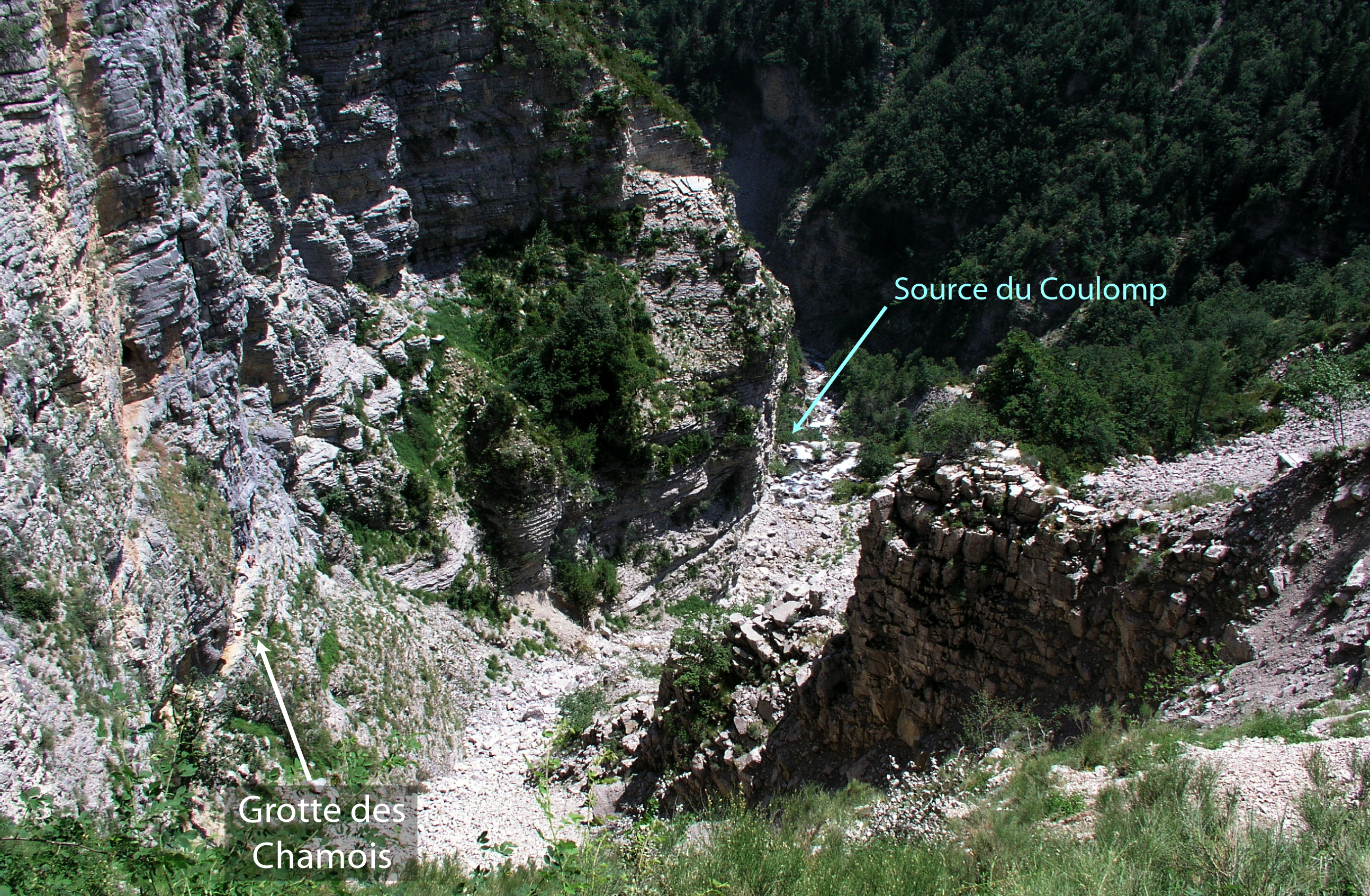
Vue d'ensemble de la grotte des Chamois, à gauche sur la vire, et de la source du Coulomp au pied de l'éboulis.
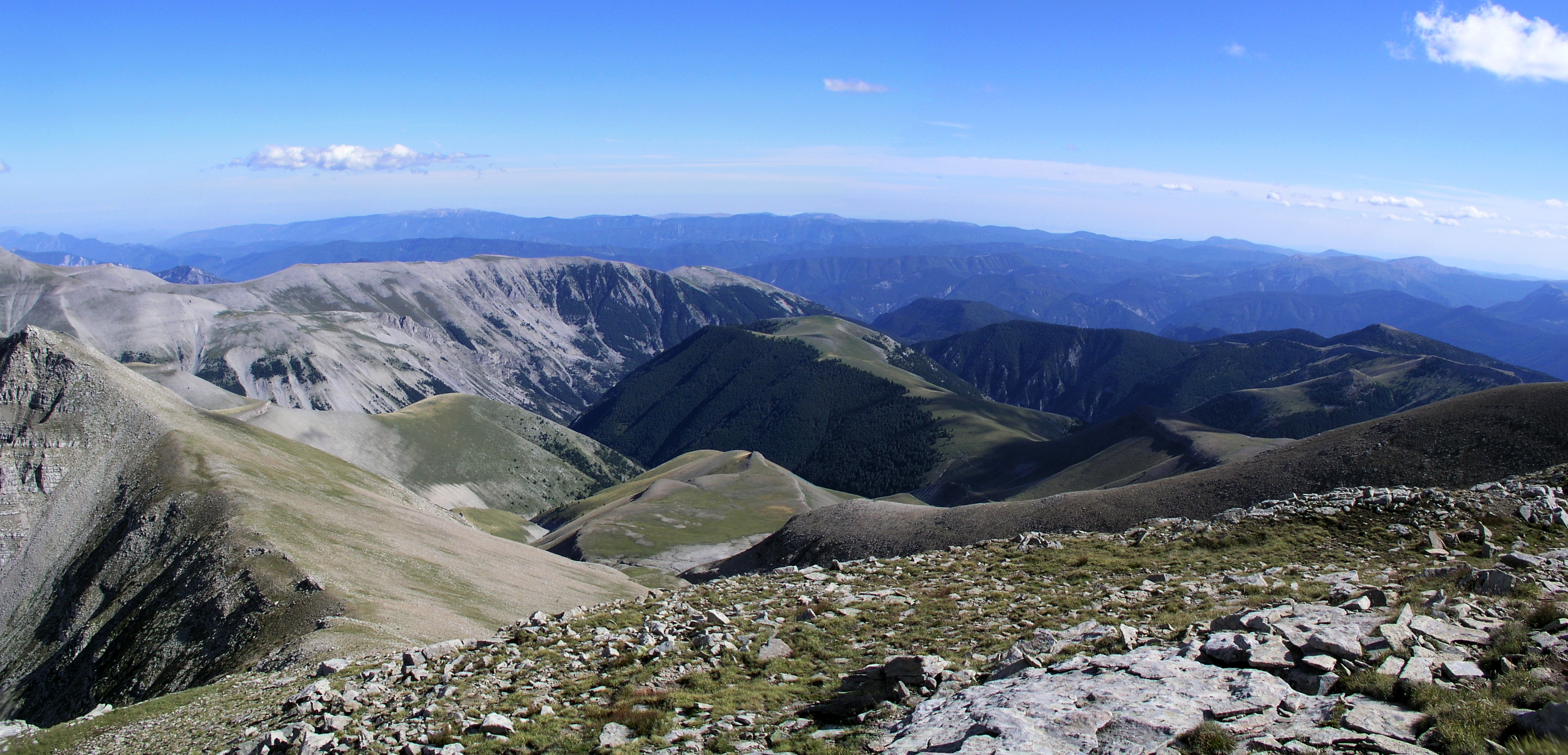
Bassin d'alimentation de la source du Coulomp vu depuis le Grand Coyer.

## Les explorations organisées par le CRESPE
À partir de l’été 2007, l’association CRESPE (Connaissance des ressources en eau, spéléologie et protection de l’environnement), constituée par Philippe Audra et Jean-claude Nobécourt, organise les explorations dans la grotte des Chamois. Les 6 et 7 octobre 2007, après avoir vidé par gravité les siphons 1 et 2, deux plongeurs, Laurent Masselin et Alexandre Pougeoise, franchissent le siphon 3 et explorent de grandes galeries fossiles. En novembre 2007, les travaux de pompage (par gravité) des siphons 1 et 2 conduisent à la découverte d'éléments de plomberie (cuivre ou bronze), manifestement ancien, dans l'eau du siphon 1. Il pourrait s'agir d'une tentative de pompage en relation avec le captage de la source du Coulomp au début du XXe siècle. Le 5 novembre 2007, Jean-Claude Nobécourt du CRESPE organise un héliportage depuis le col du Fa pour transporter un groupe électrogène dans la grotte des Chamois. Le 11 novembre 2007, le siphon 3 est pompé mécaniquement et 400 m de galeries sont levés (réseau des Shadoks) jusqu'à un chaos de blocs.

Année 2007
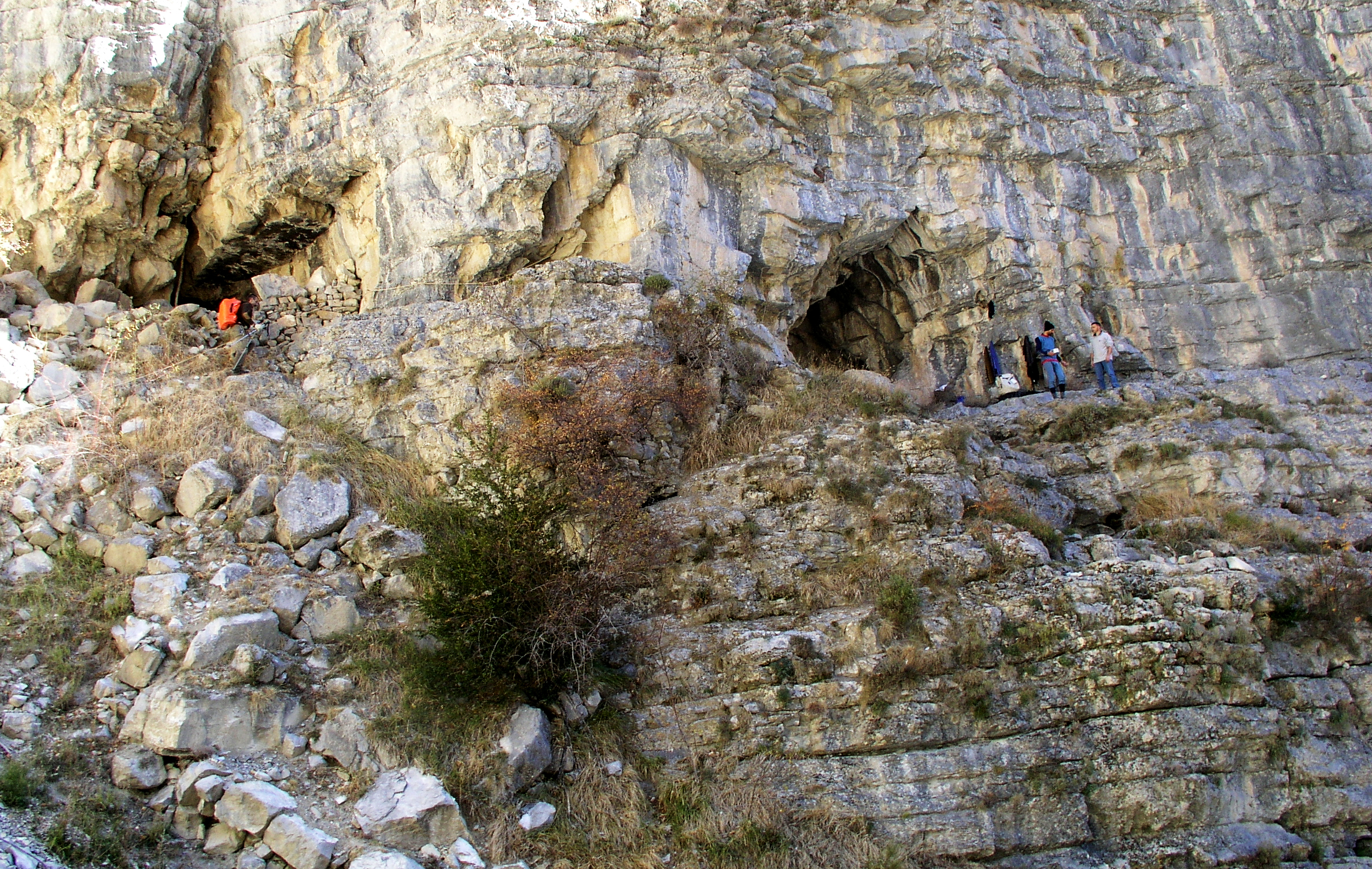
Entrée de la grotte des Chamois.
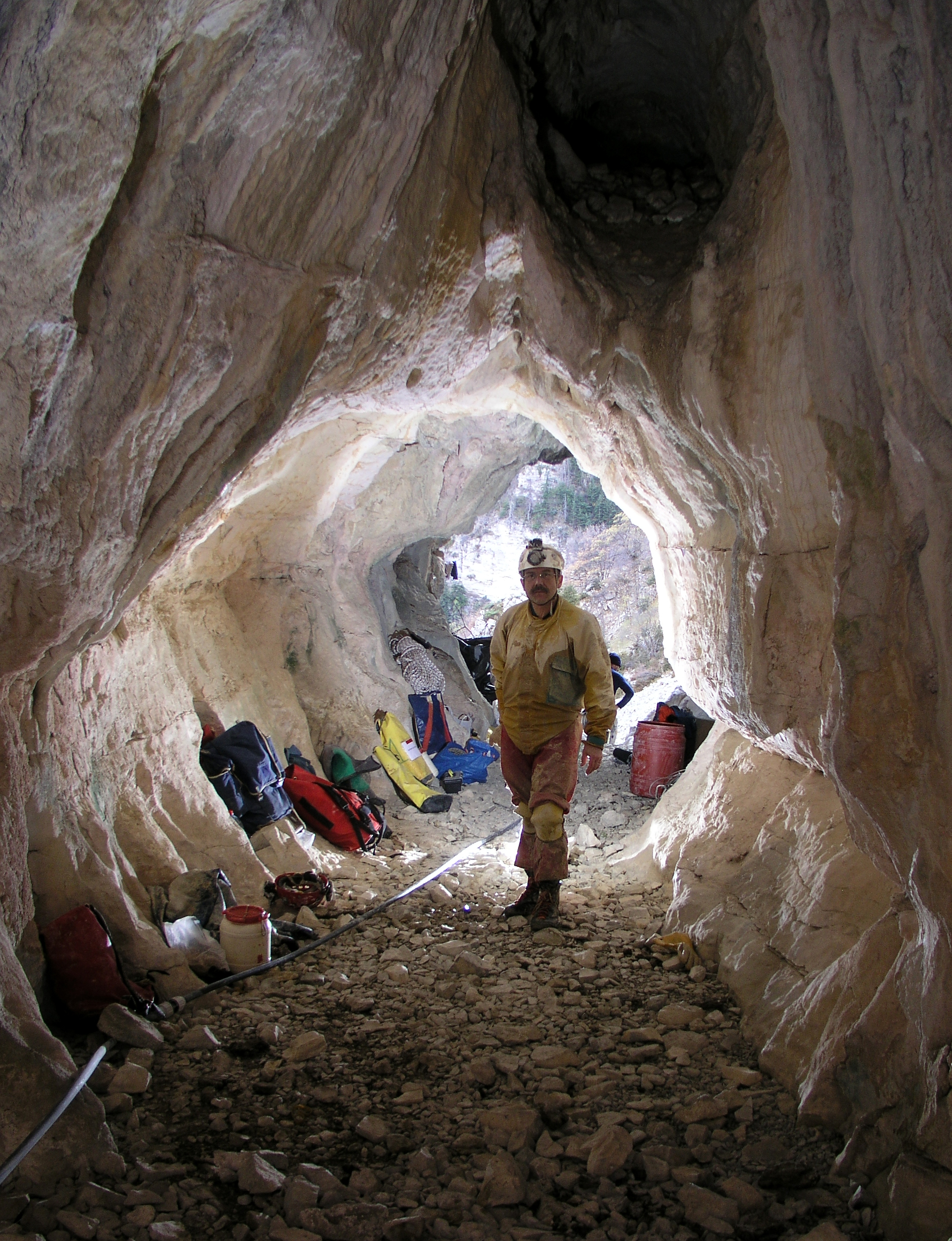
Galerie d'entrée de la grotte des Chamois.
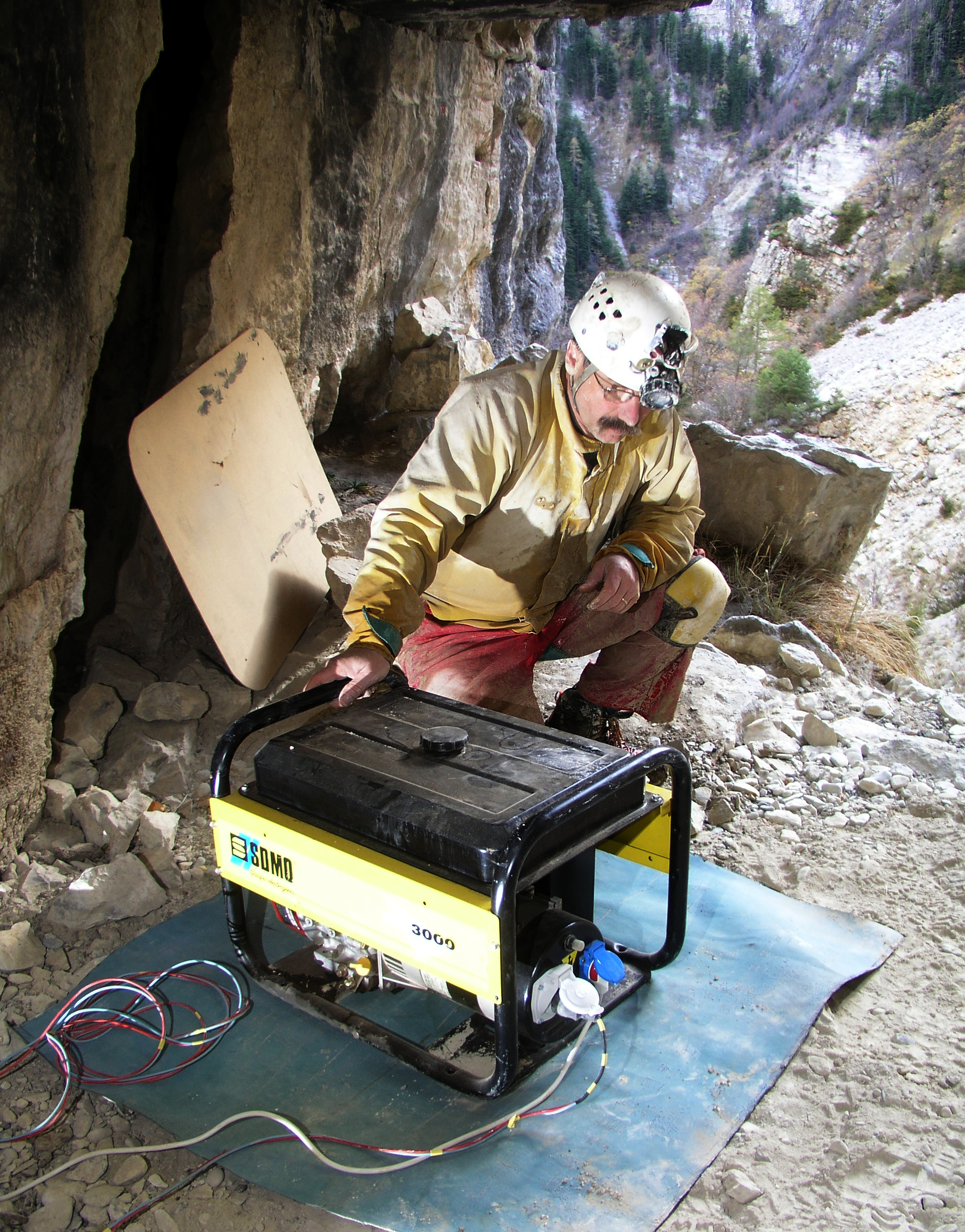
Le groupe électrogène héliporté en vue du pompage des siphons.
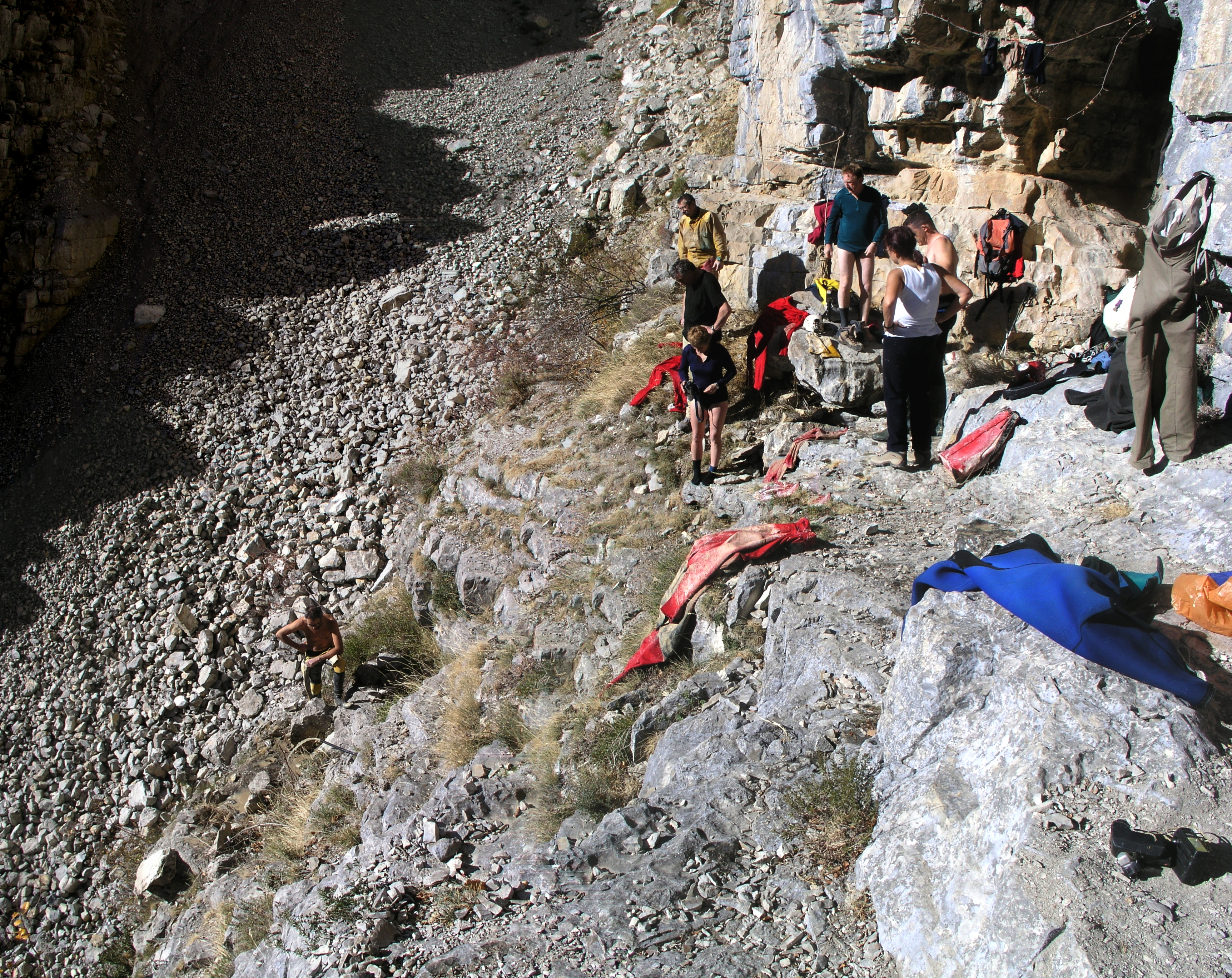
Pompage des siphons de la grotte des Chamois : l'eau sort au bout du tuyau.
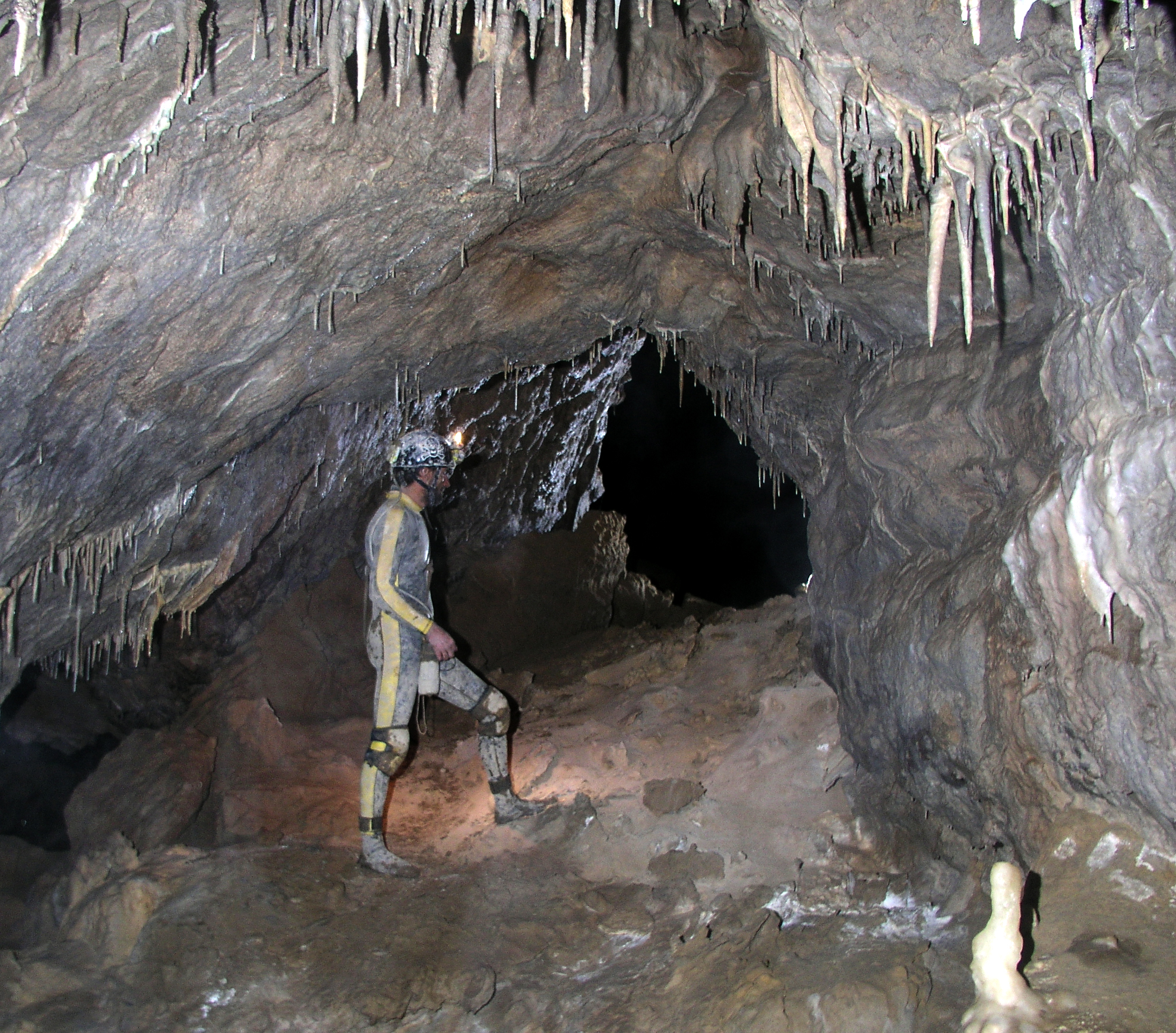
Une galerie après le siphon 3.
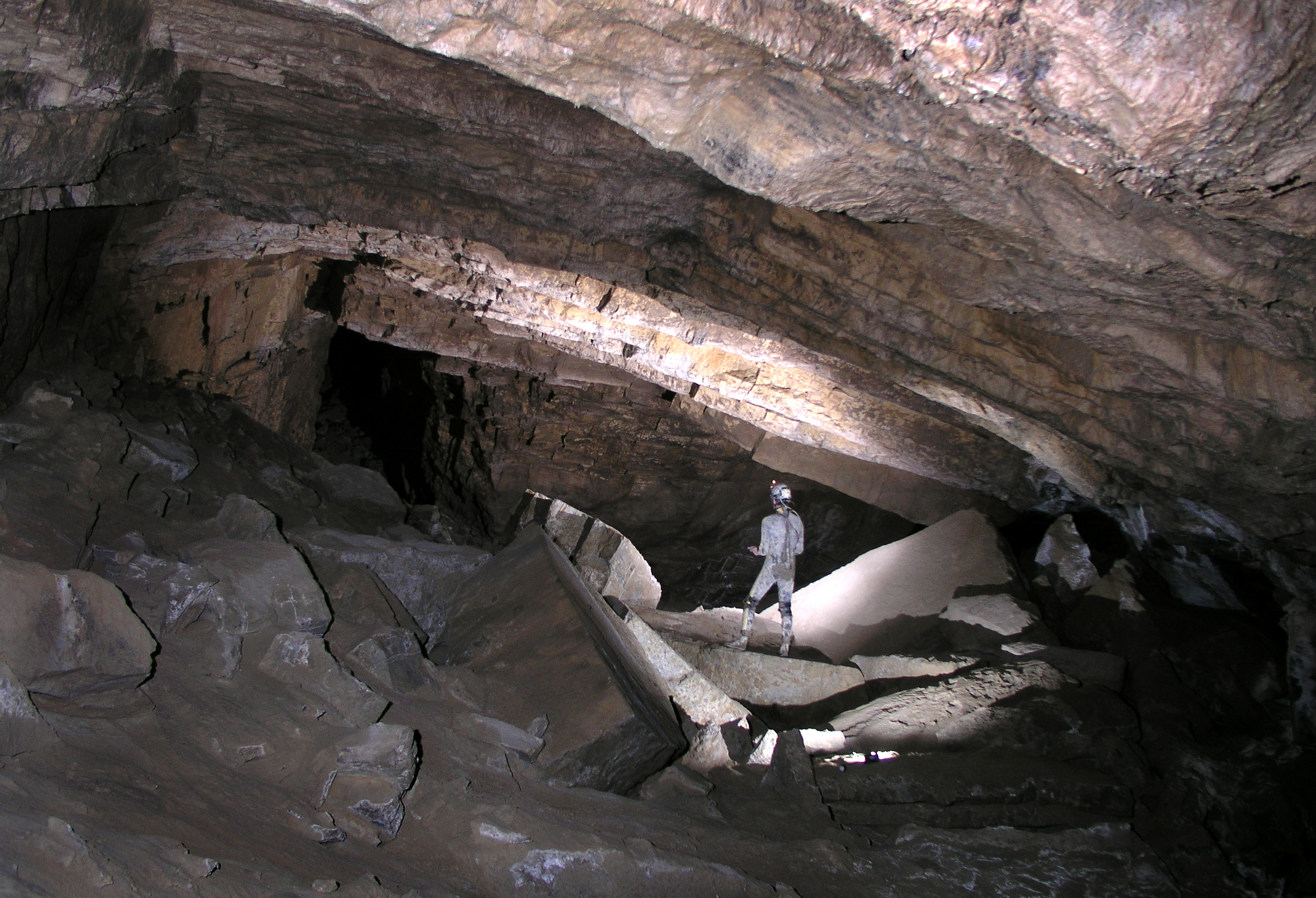
La galerie Eliane explorée après pompage des 3 siphons.

Le 16 mars 2008, une galerie amont bien ventilée est explorée. Sur le chemin du retour à environ 400 m de l’entrée, Philippe Audra reçoit un bloc de 150 kg sur le dos, il a le bassin écrasé ; il faudra déclencher un spéléo-secours pour le sortir de la grotte,,. Les explorations reprennent dans la grotte des Chamois avec la découverte des galeries des Anapophyses, des Onze Heures, et enfin des Hormones ; la grotte atteint le développement 3 031 m. 
À partir de l'année 2009, un premier camp international d'exploration de la grotte des Chamois est organisé par le CRESPE, depuis cette date, un camp est organisé chaque été pour explorer les nombreuses galeries qui composent le réseau souterrain.

Année 2008
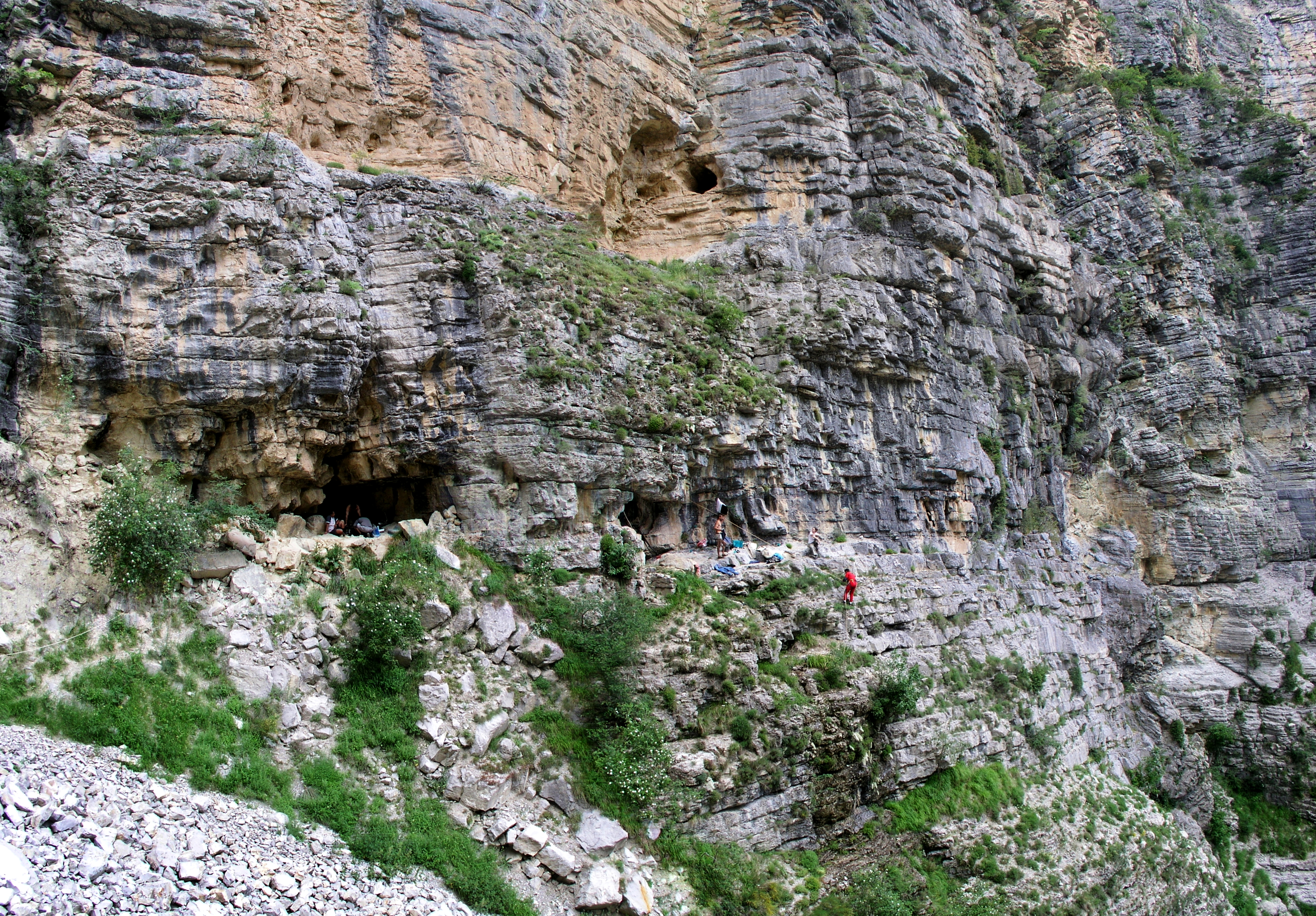
Entrée de la grotte des Chamois.
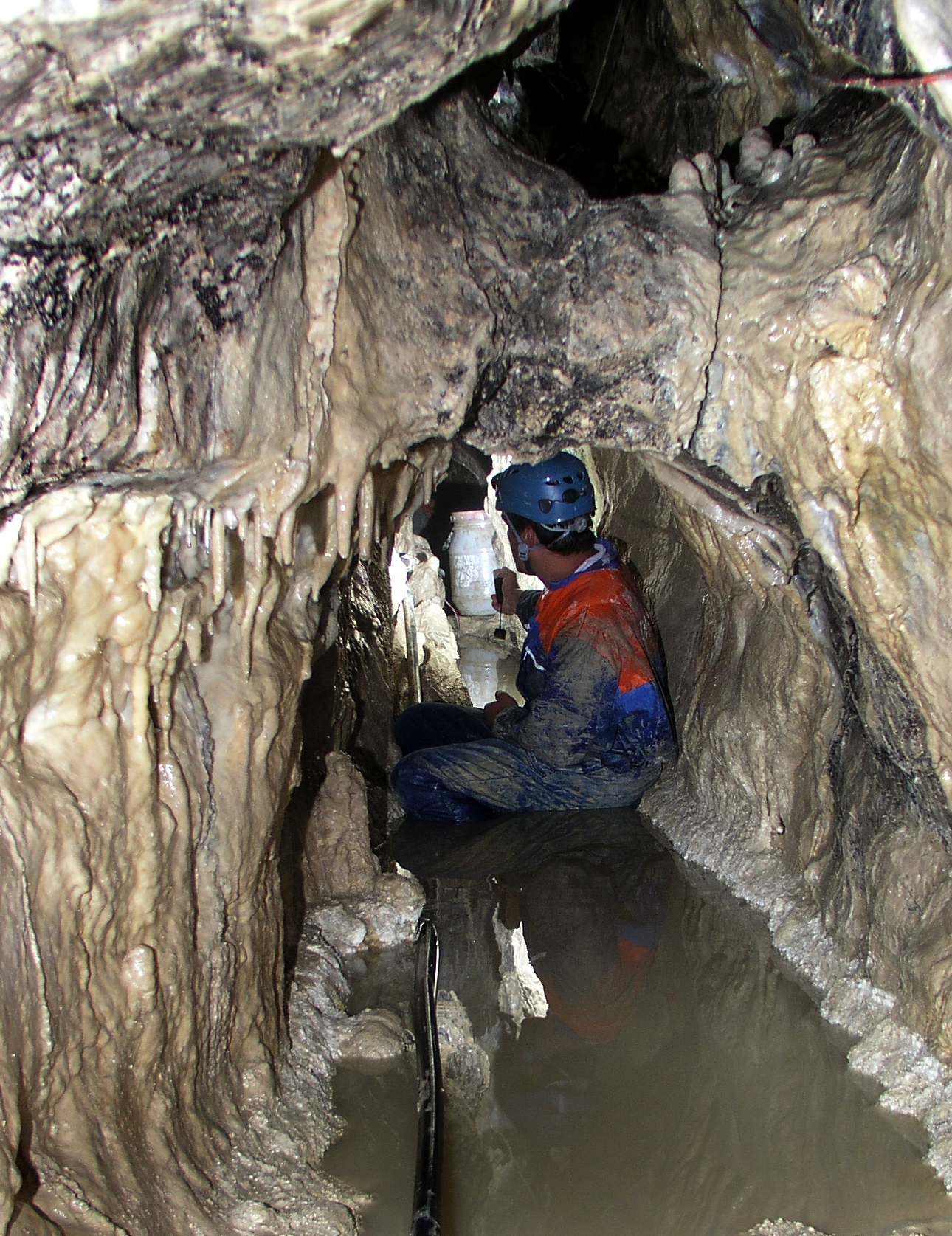
Galerie entre les siphons 2 et 3 dans le réseau des Shadoks.
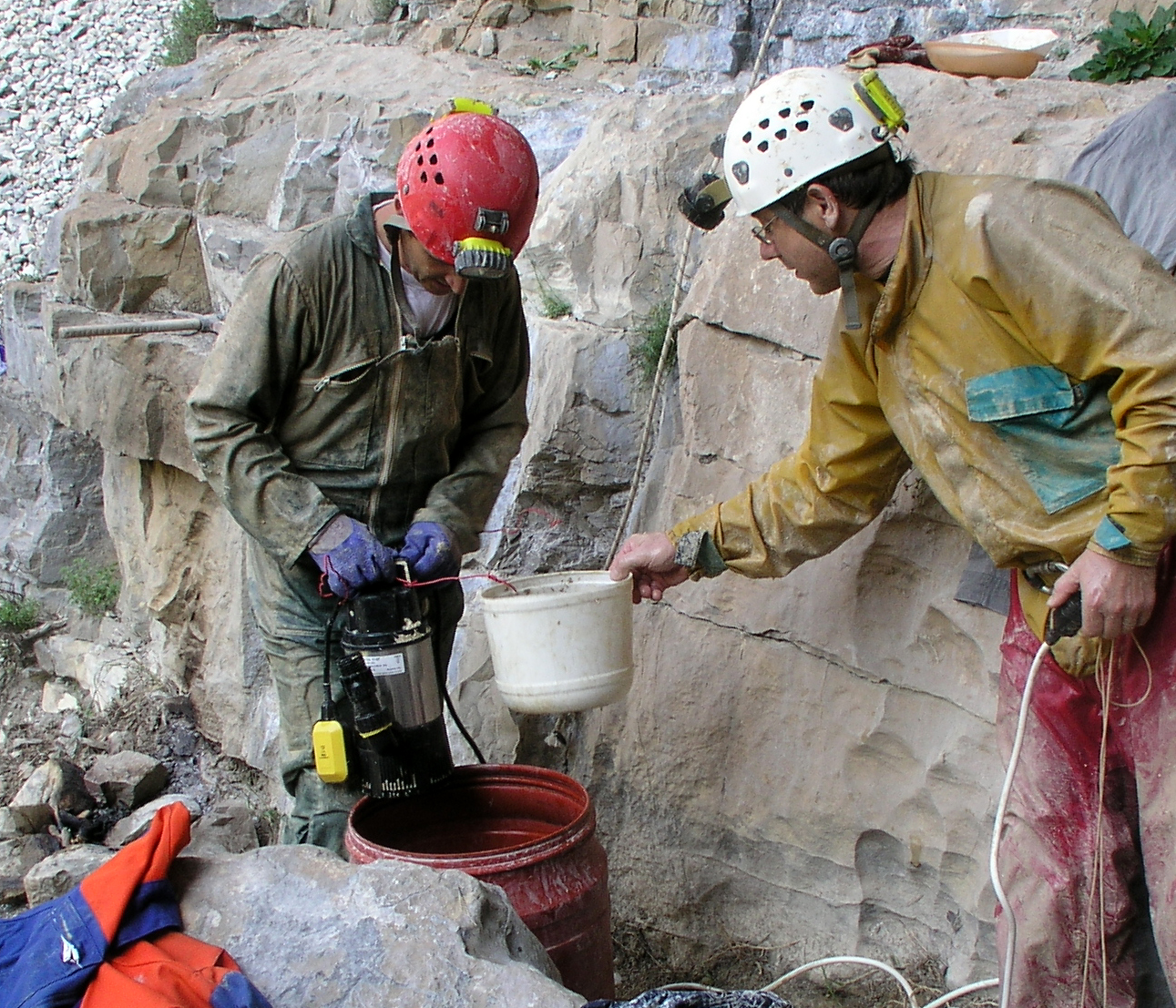
Dispositif de pompage des siphons à l'entrée de la grotte.
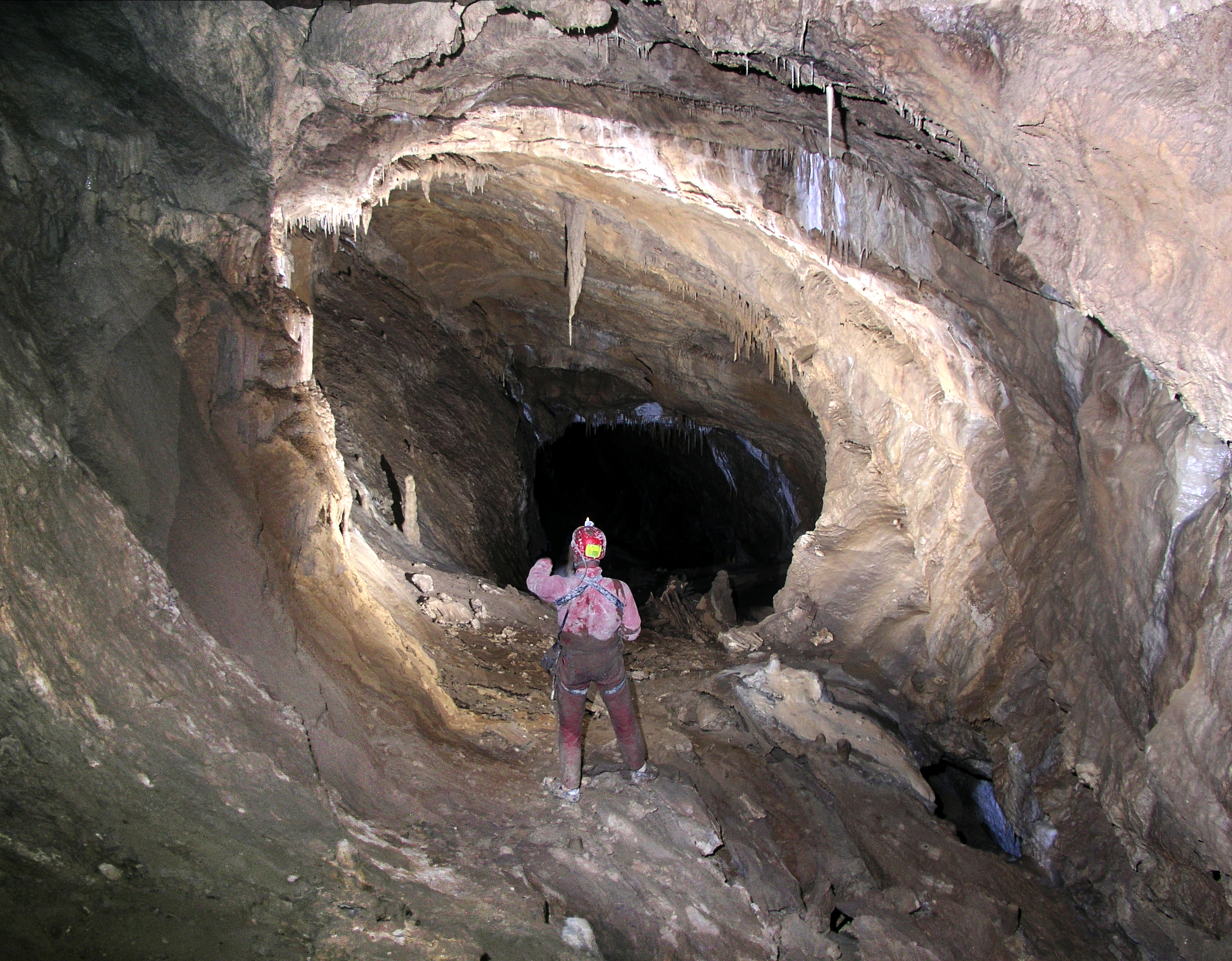
Galerie des Onze Heures.
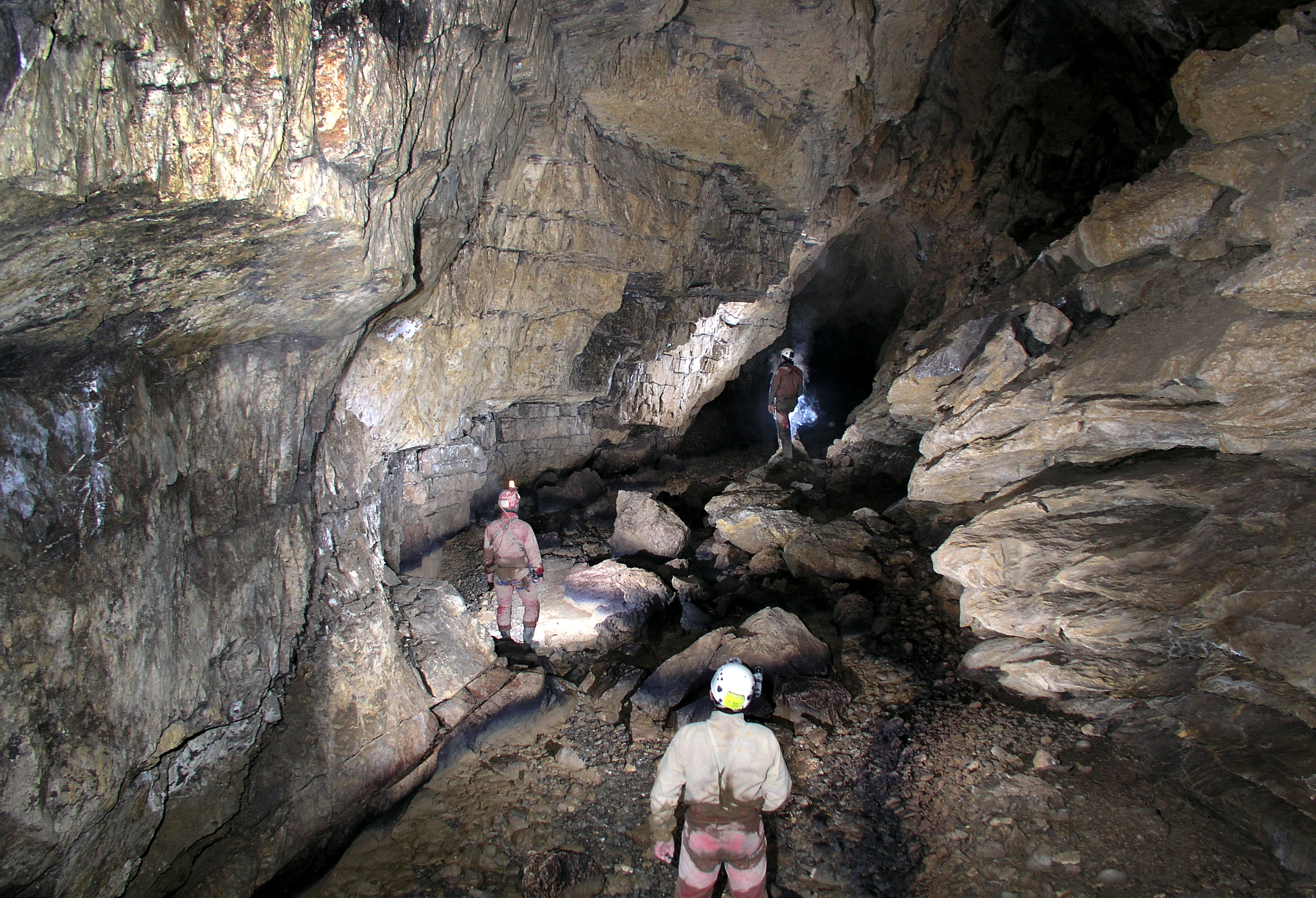
Galerie des Hormones.
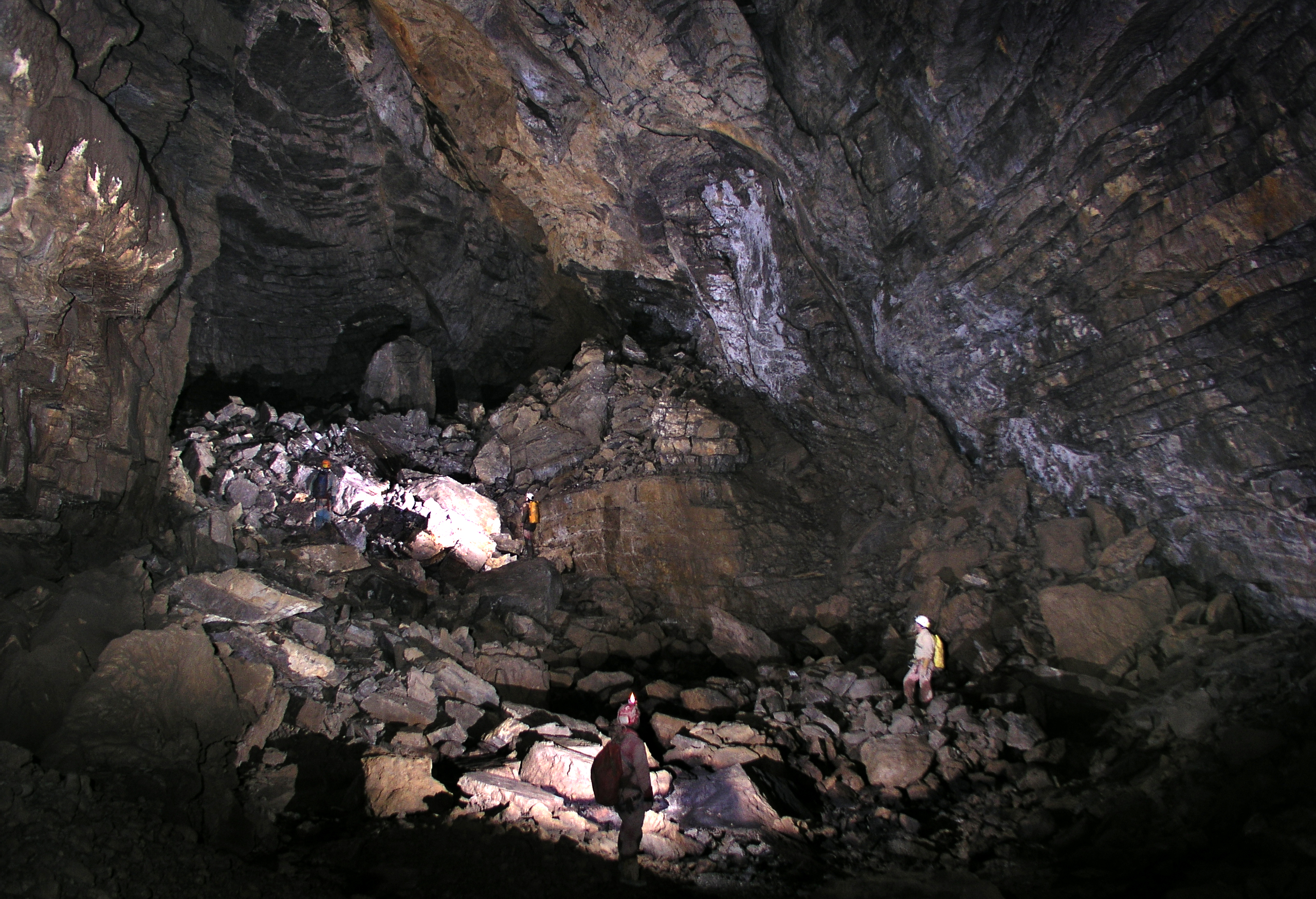
Galerie des Hormones.
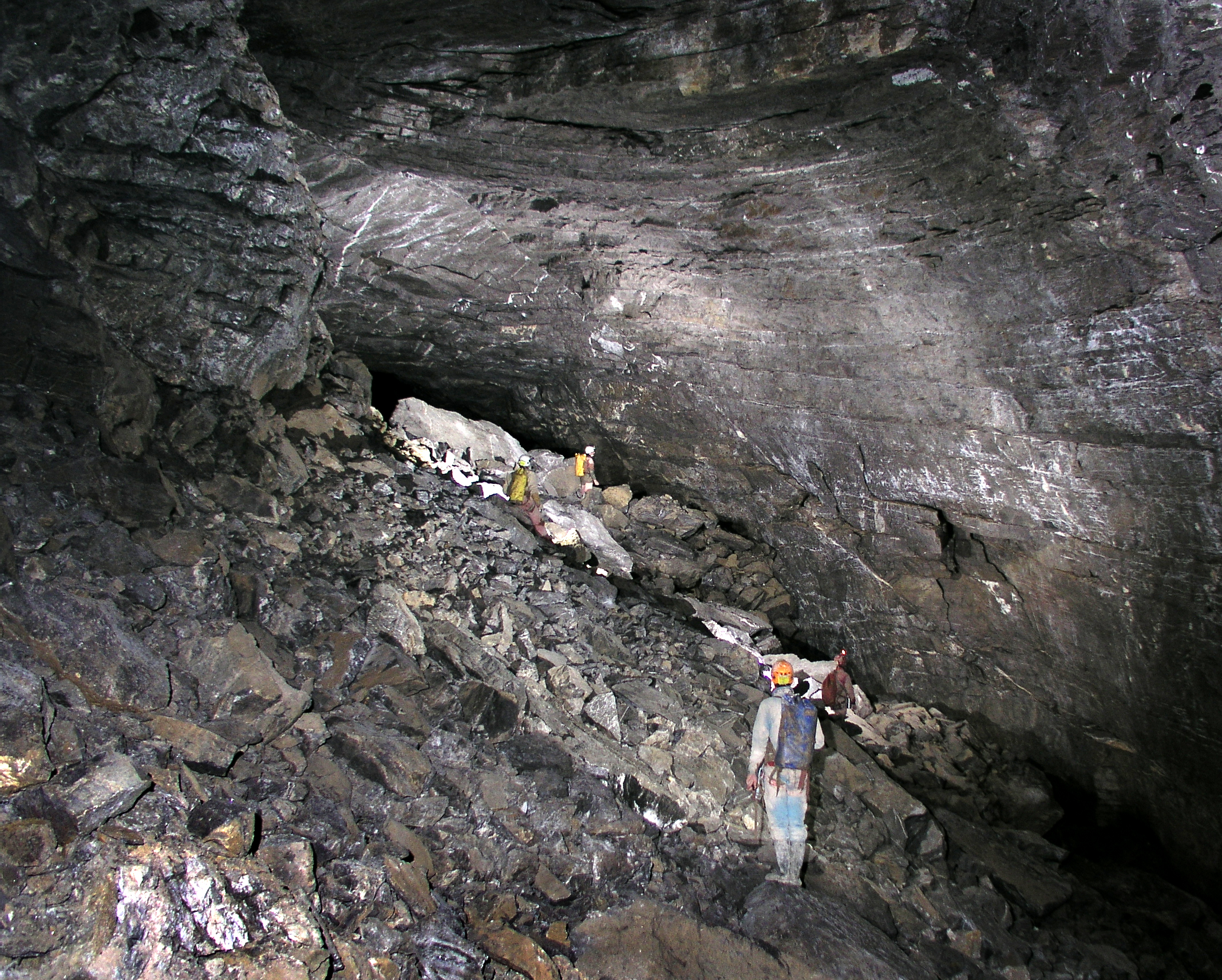
Galerie des Hormones.

## Les camps internationaux d'exploration
Dès 2009, des camps internationaux d'exploration sont organisés par le CRESPE sous l'égide de la FSE (Fédération Spéléologique Européenne). Huit camps annuels seront nécessaires dont 6 seront labellisés FSE. Des spéléologues issus principalement de l'est de l'Europe (Italie, Allemagne, Autriche, Slovénie, Hongrie, Macédoine, Russie, etc.) participent aux explorations de la grotte des Chamois. L'apport des spéléologues étrangers permet de mener à bien les explorations et de partager une activité riche en découvertes. Les langues parlées lors des camps sont l'anglais et le français. Le concours des élus locaux et la participation des habitants d'Aurent ont été déterminants dans la réussite des camps d'exploration qui exigent une grande organisation logistique. Les découvertes les plus marquantes sont résumées ci-après par années :
2009 : La rivière souterraine du Coulomp est découverte lors du camp international réunissant 28 participants de 8 nationalités. La galerie des Hormones trouve des prolongements avec le "boulevard des Italiens". La cavité dépasse les 5 000 m de développement. 

Année 2009
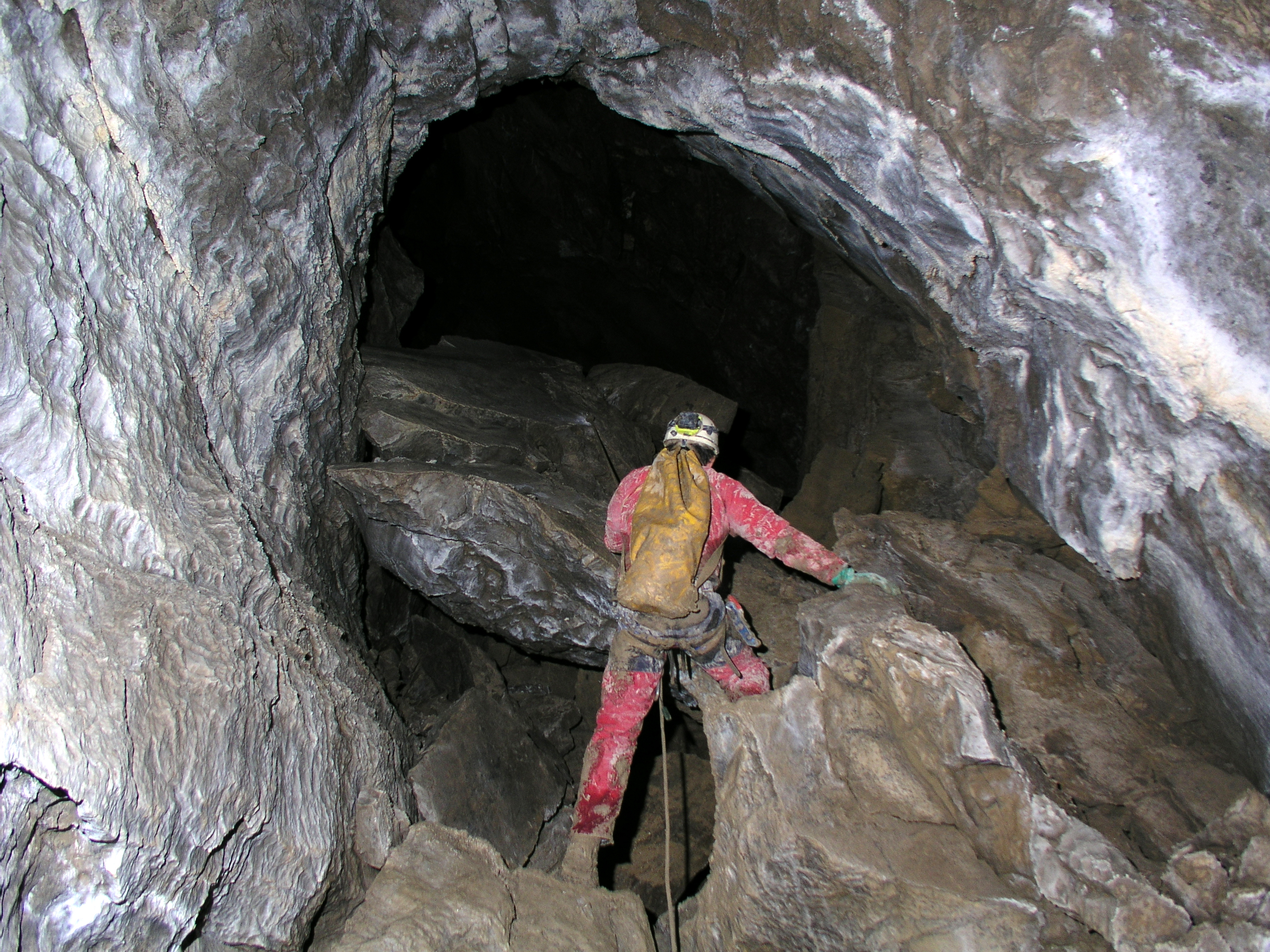
Galerie des Anapophyses.
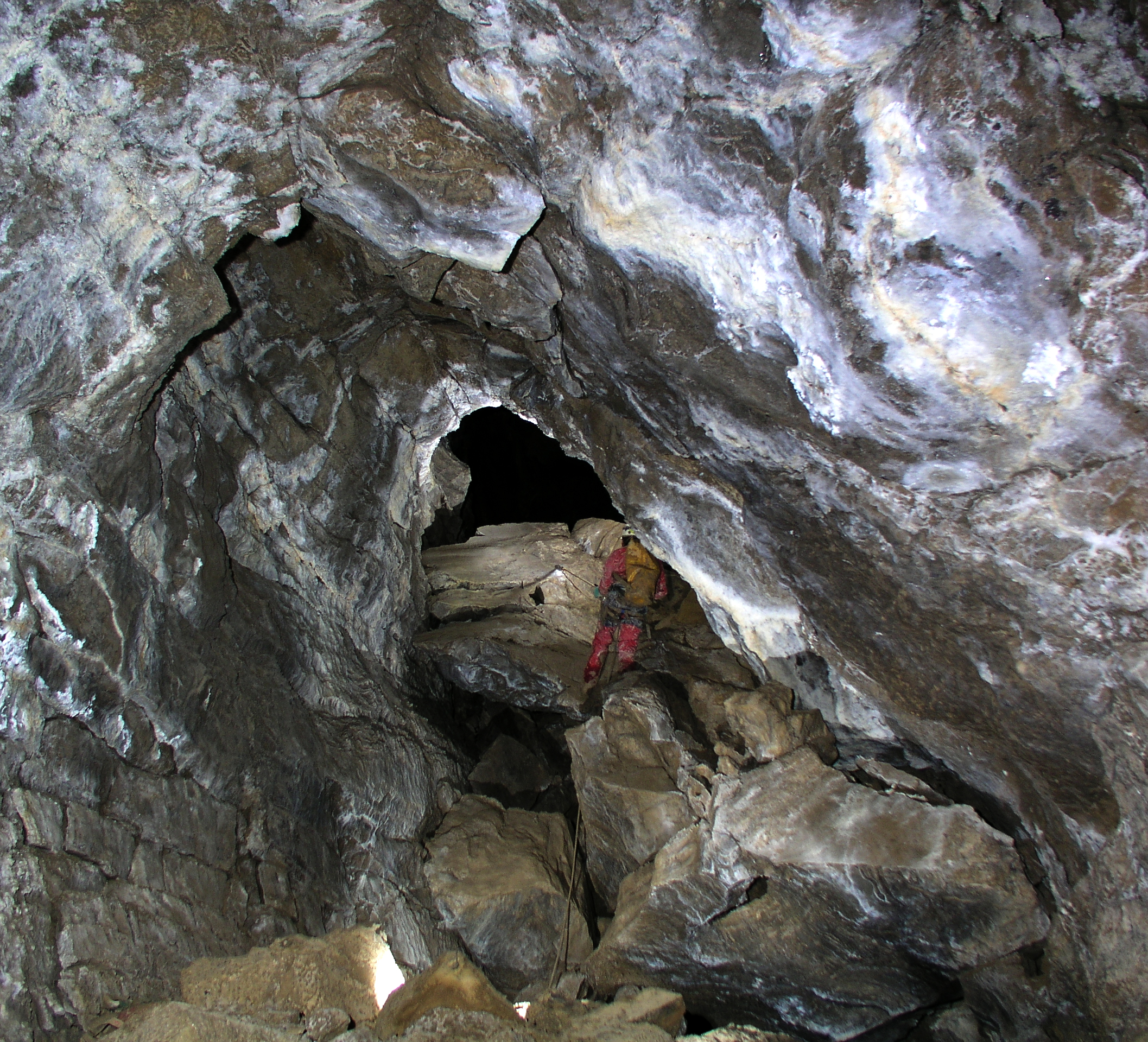
Galerie des Anapophyses.
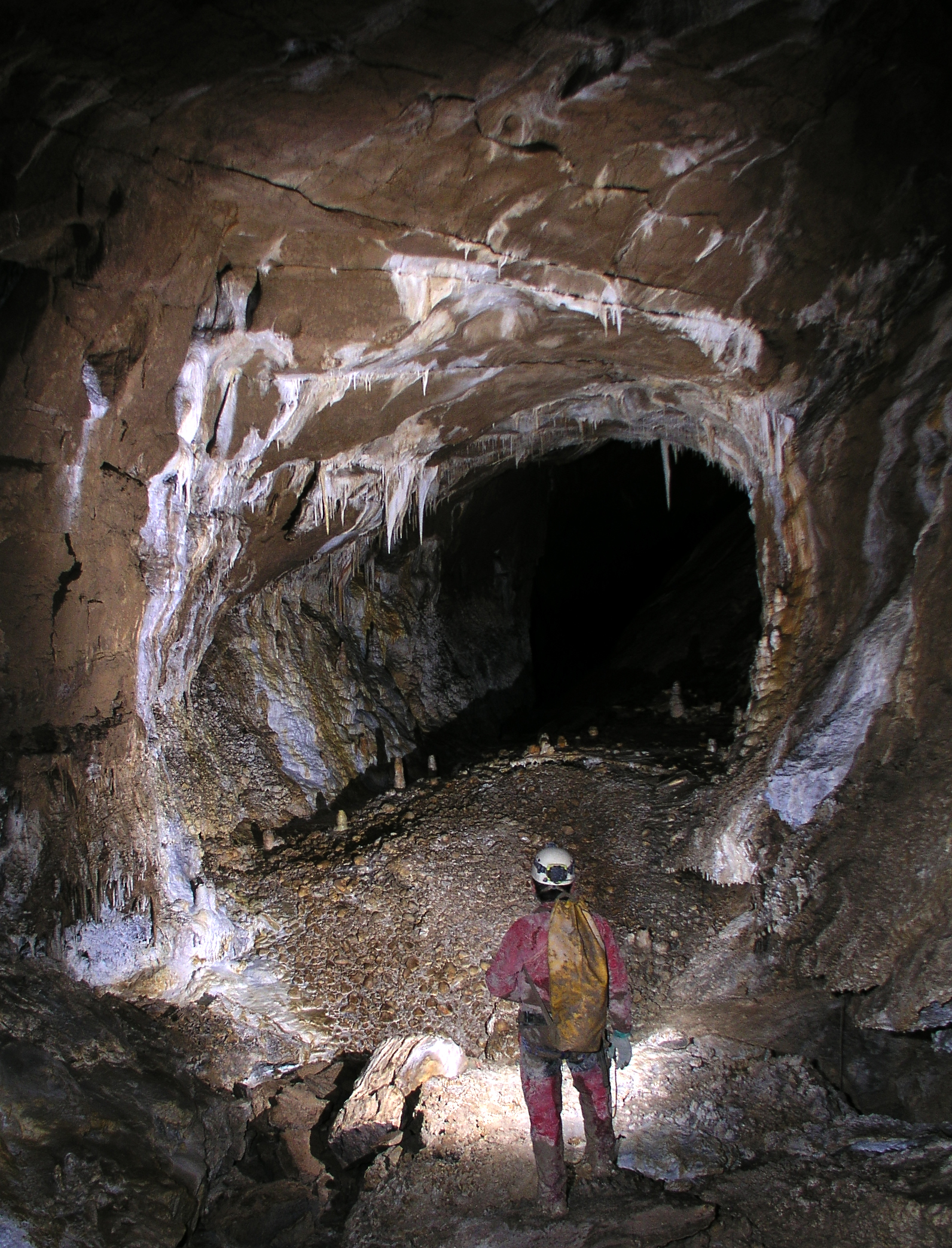
Galerie des Onze Heures.
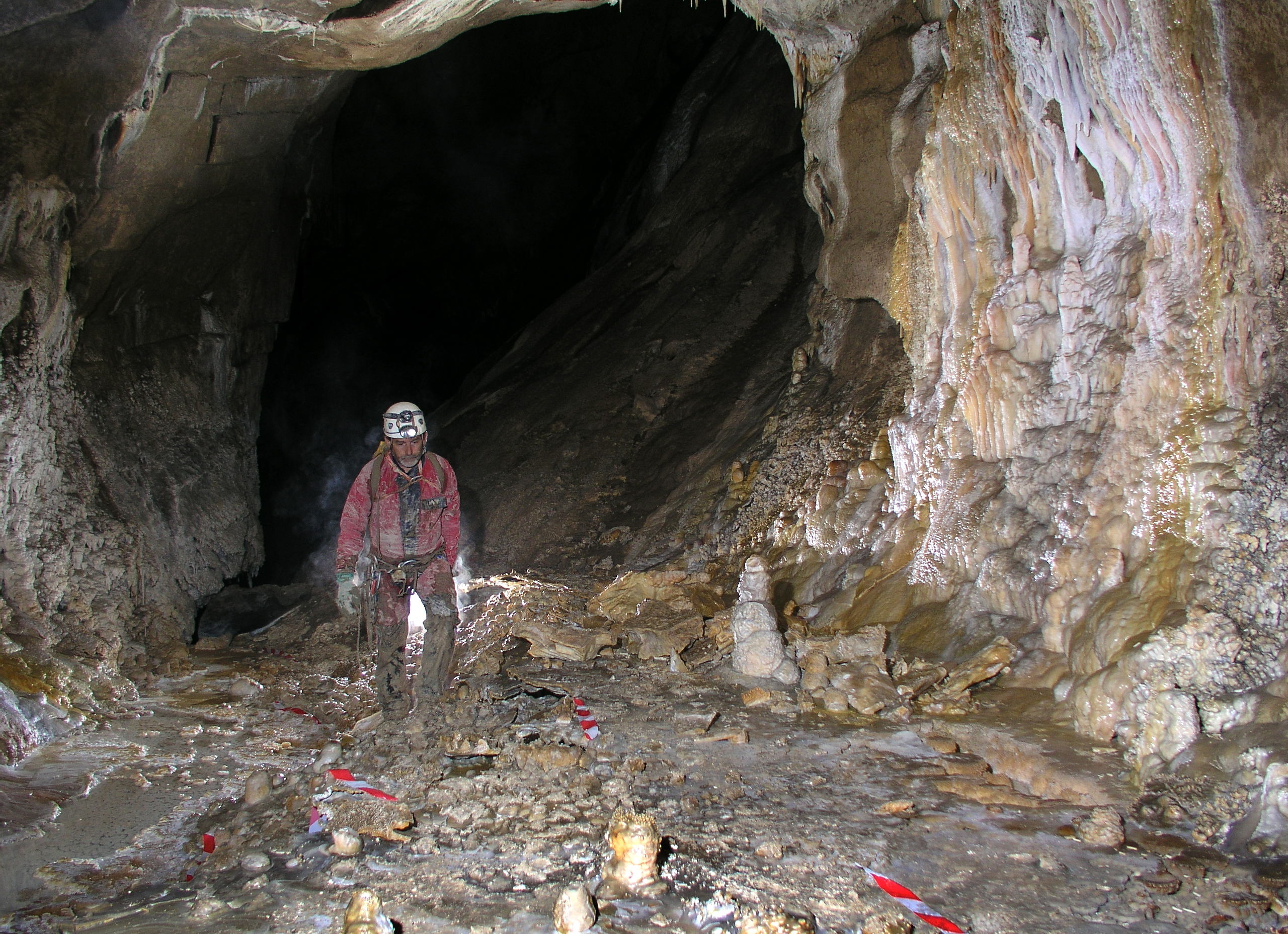
Galerie des Onze Heures.
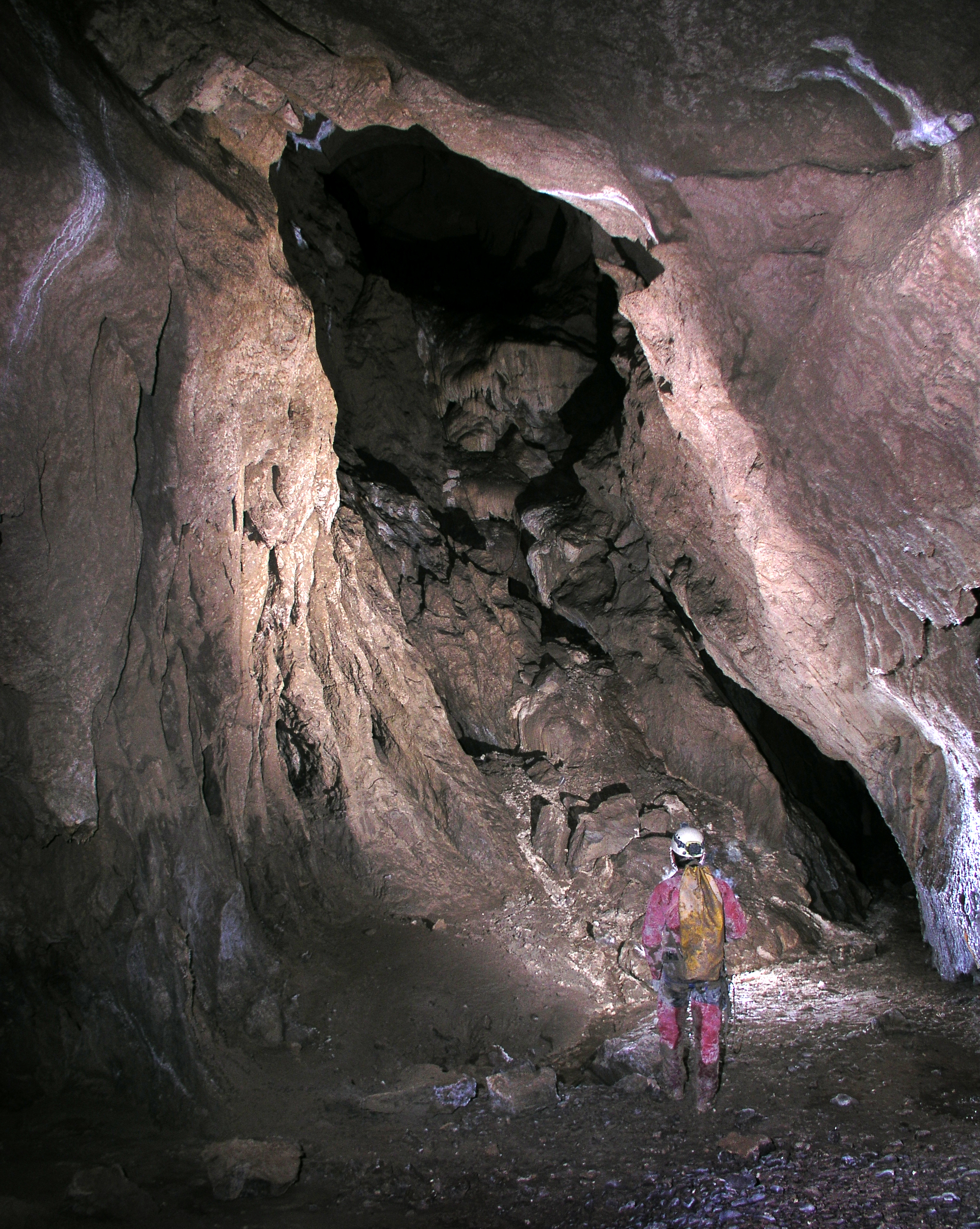
Galerie des Onze Heures.
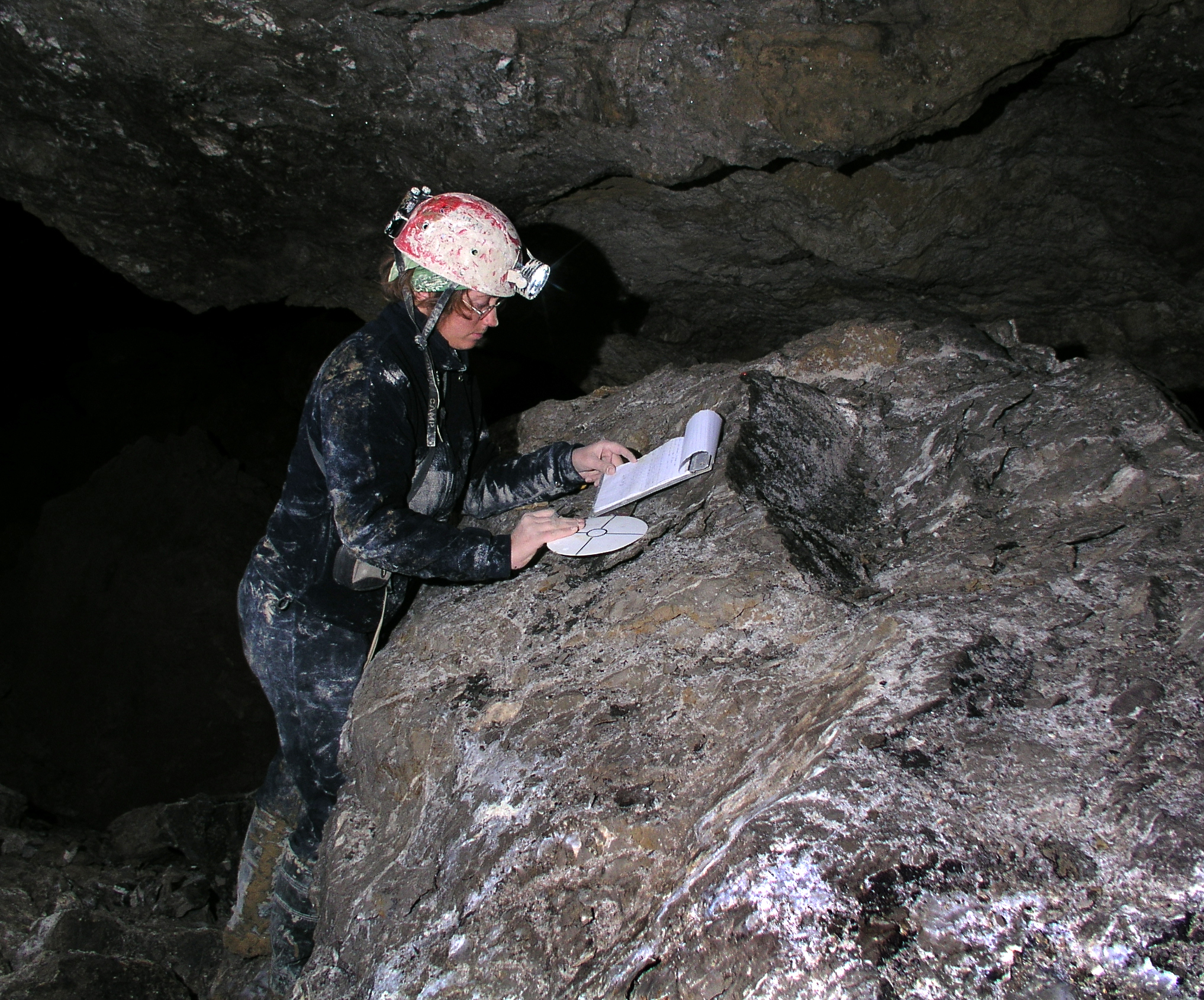
Séance de topographie dans la galerie des Hormones.
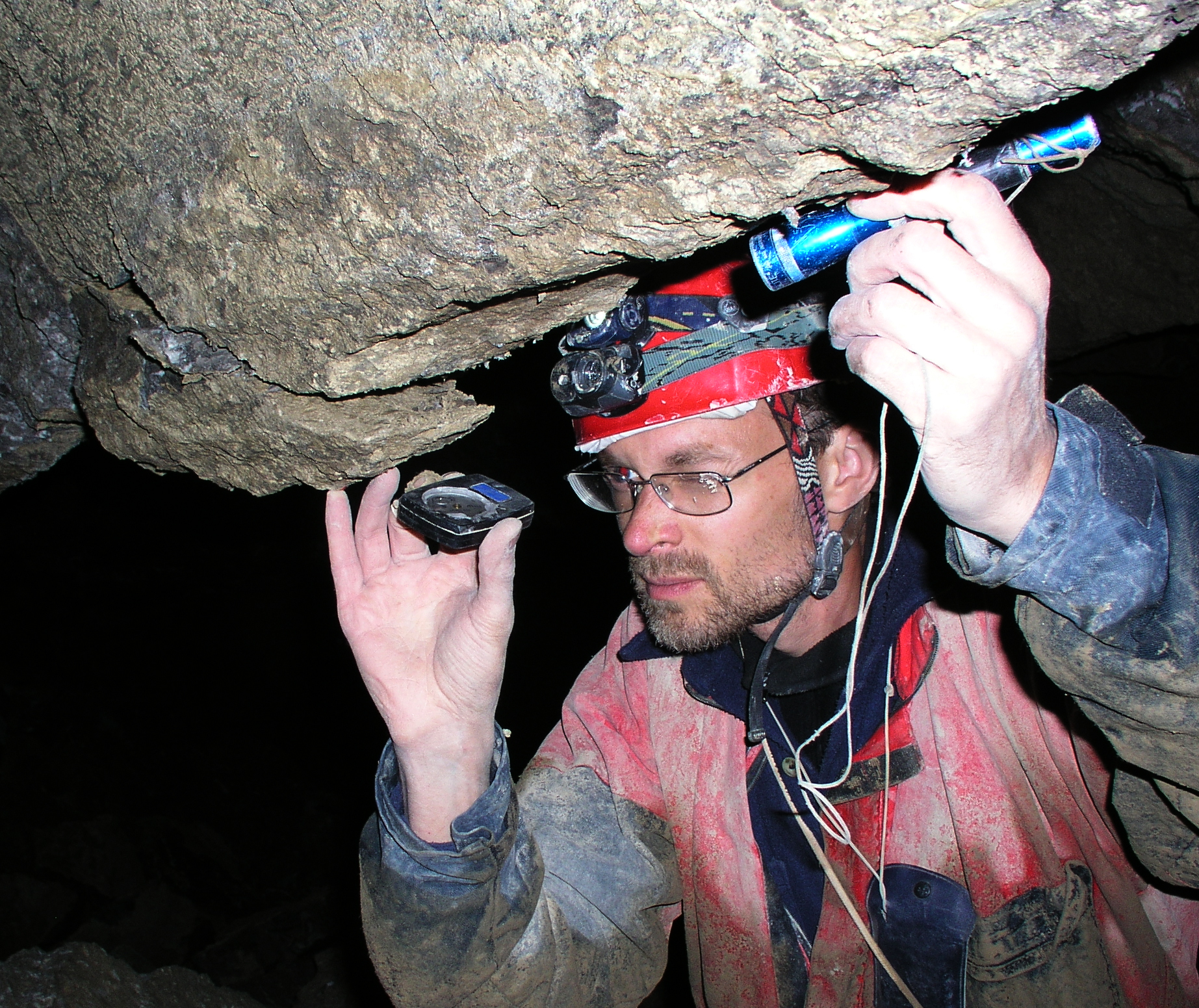
Séance de topographie dans la galerie des Hormones.
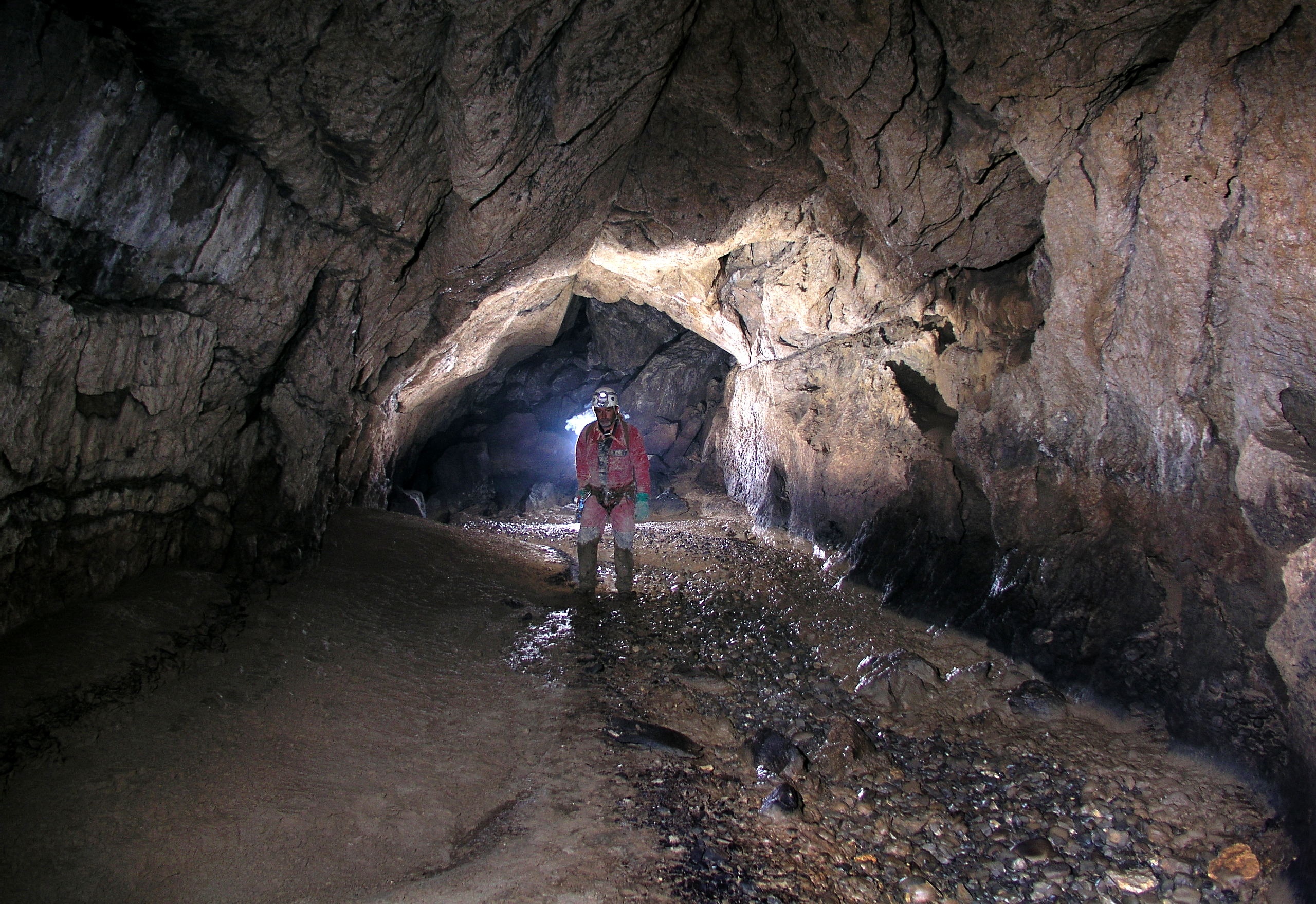
Galerie des Hormones.

2010 : Des spécialistes de la radiolocalisation repèrent des galeries et entrées potentielles depuis l'éboulis extérieur de la grotte des Chamois. La désobstruction de l'étroiture au bout de la galerie des Hormones livre accès à une autre galerie dite Valette Highway. Les traces d'un animal, probablement un blaireau, sont identifiées dans une zone proche de la rivière souterraine. Un fumigène mis à feu dans la grotte permet d'identifier un trou étroit du ravin des Pasqueirets, le trou des Fantasmes, d'où s'échappe un légère fumée. La grotte atteint un développement supérieur à 8 000 m.

Année 2010
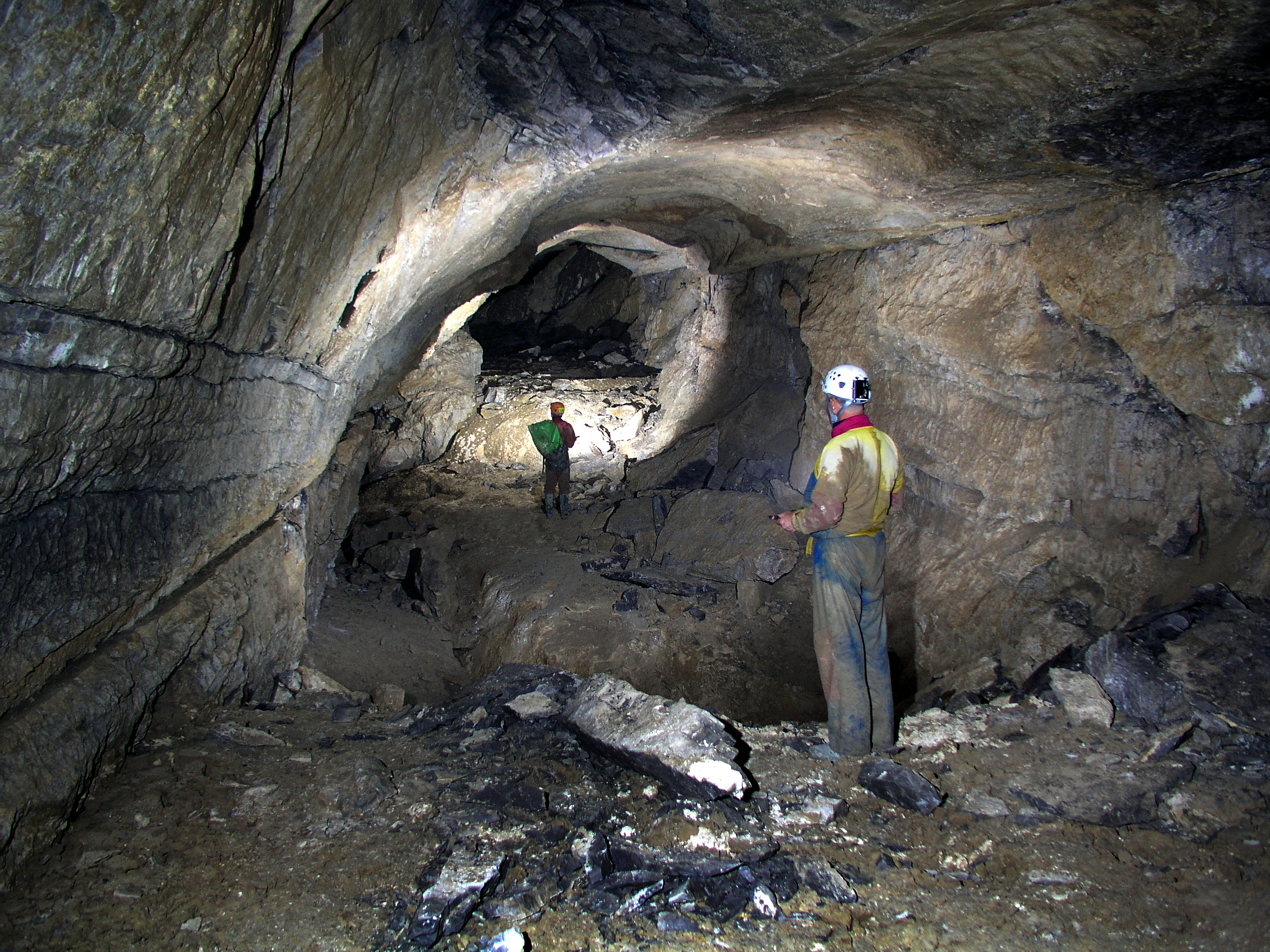
Galerie des Italiens.
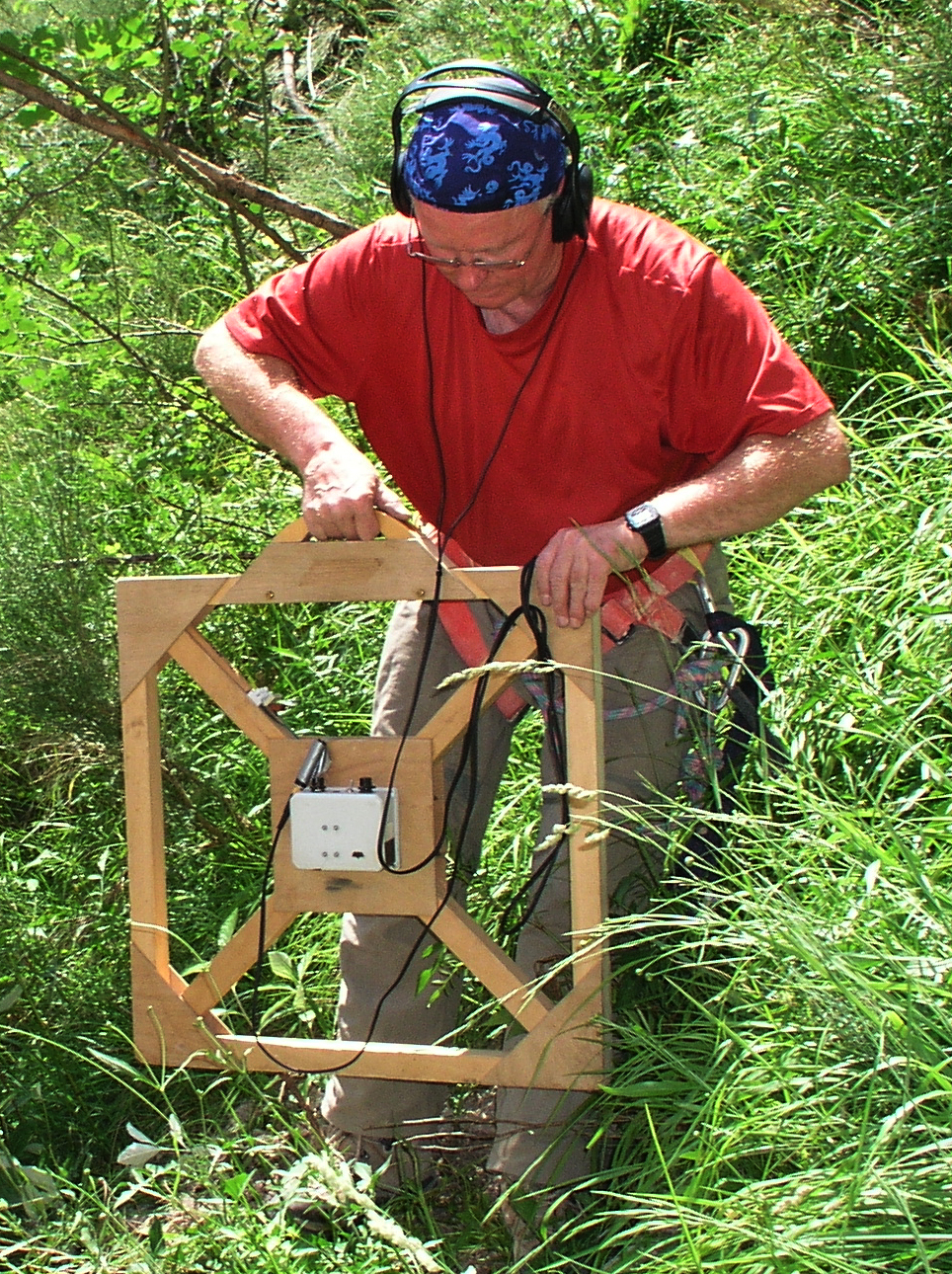
Radiolocalisation des galeries de la grotte des Chamois.
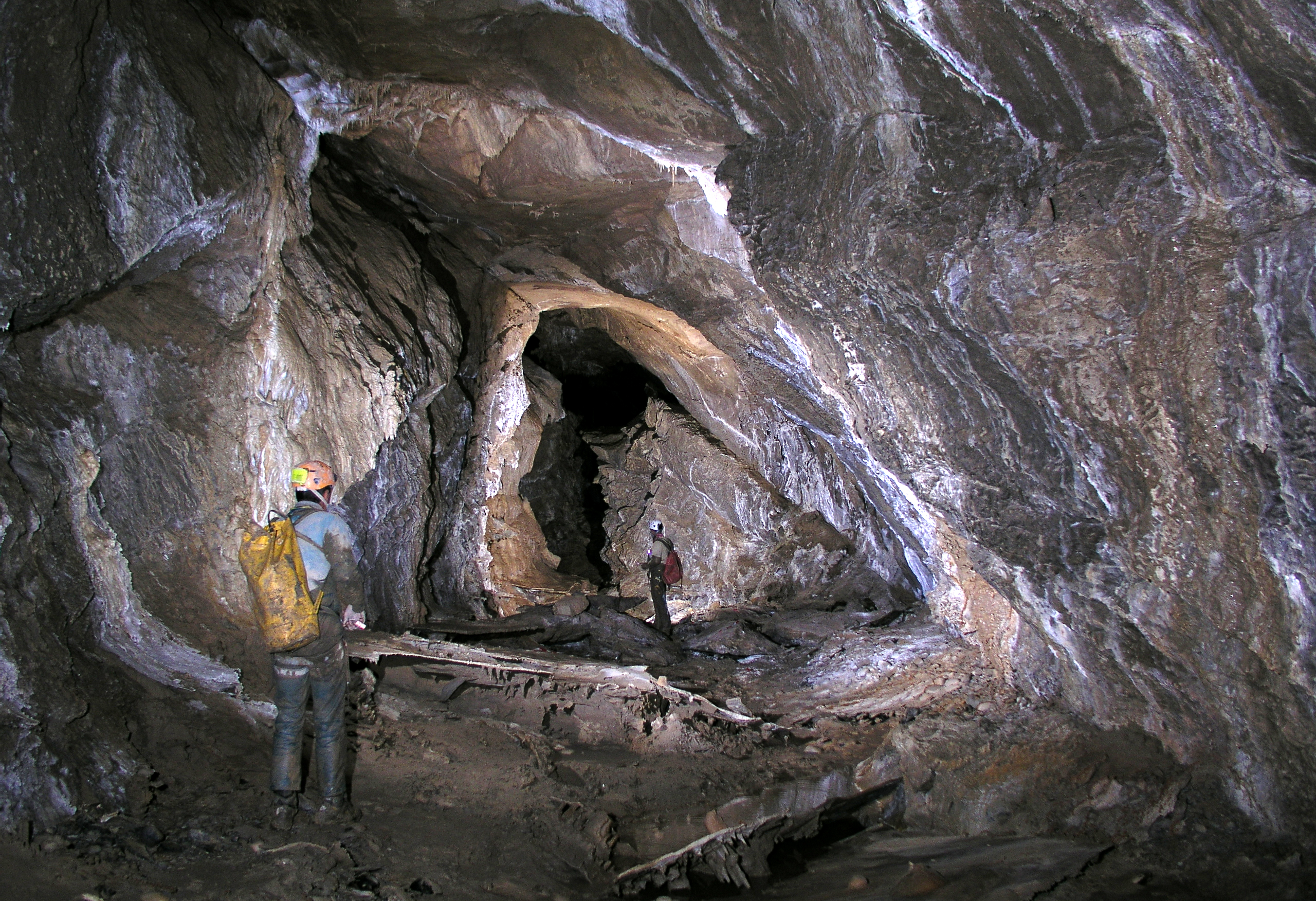
Galerie menant à la rivière souterraine du Coulomp dans la grotte des Chamois.
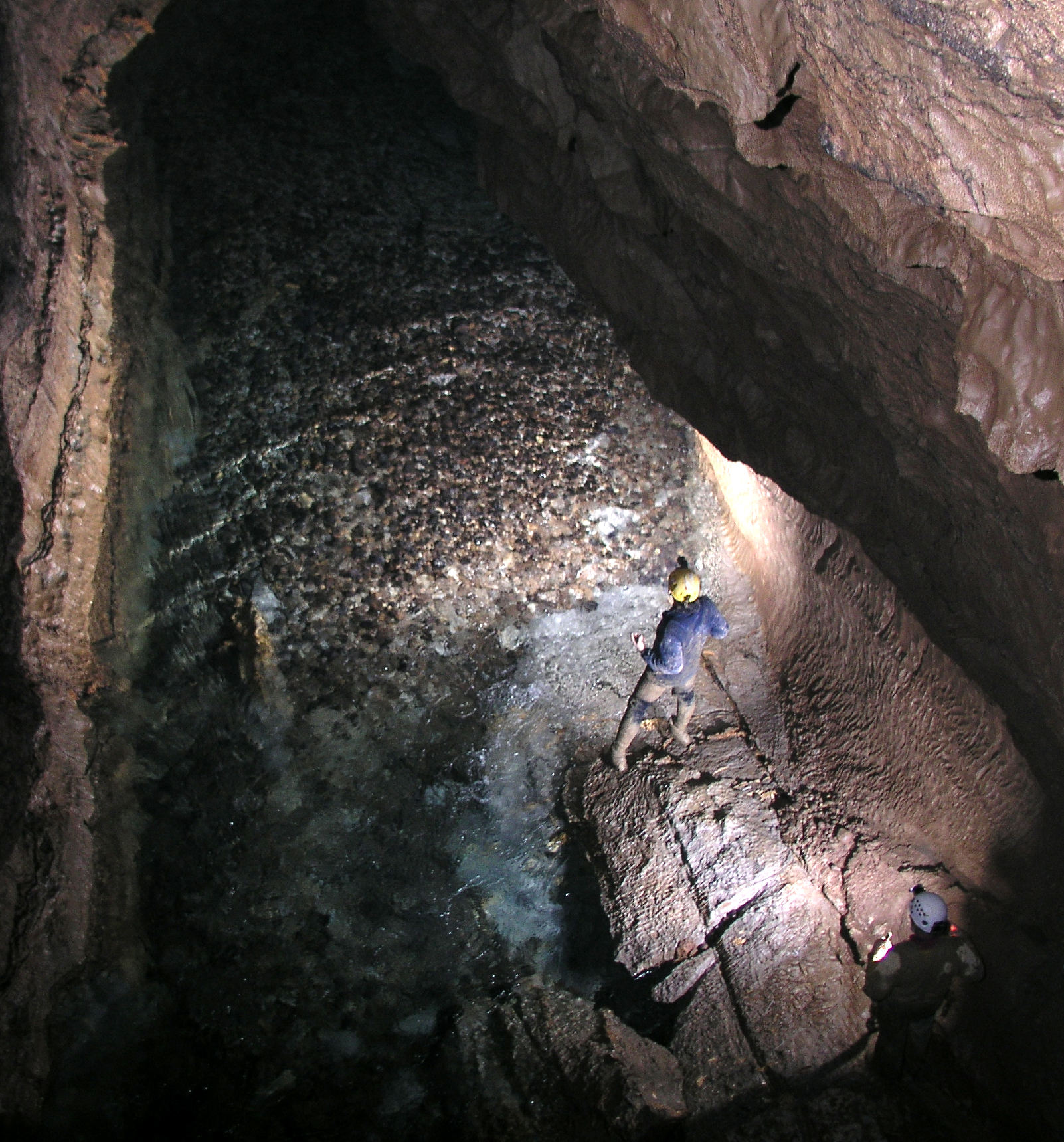
Arrivée sur la rivière souterraine par le puits K&K.
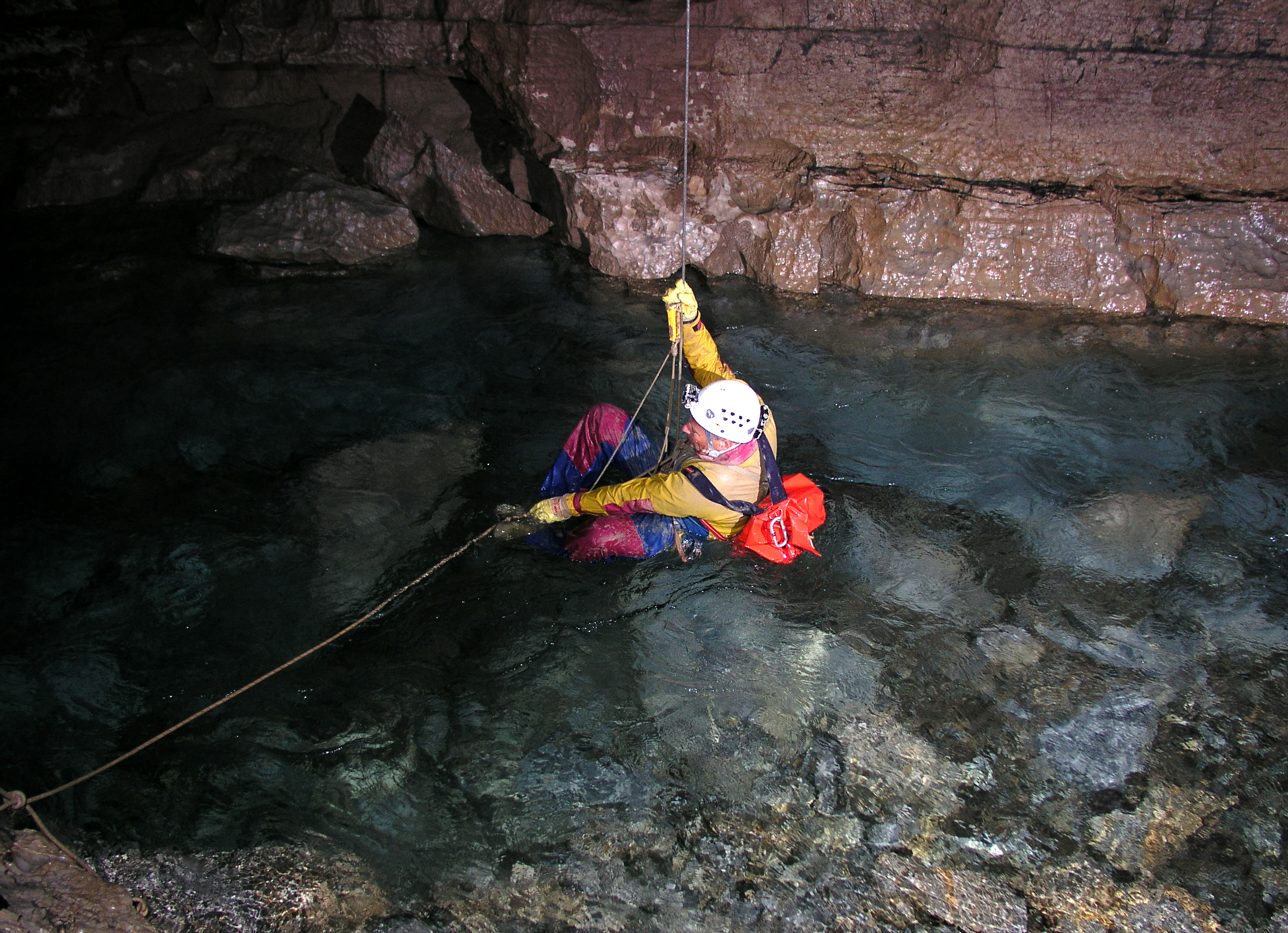
La rivière souterraine du Coulomp au puits K&K.
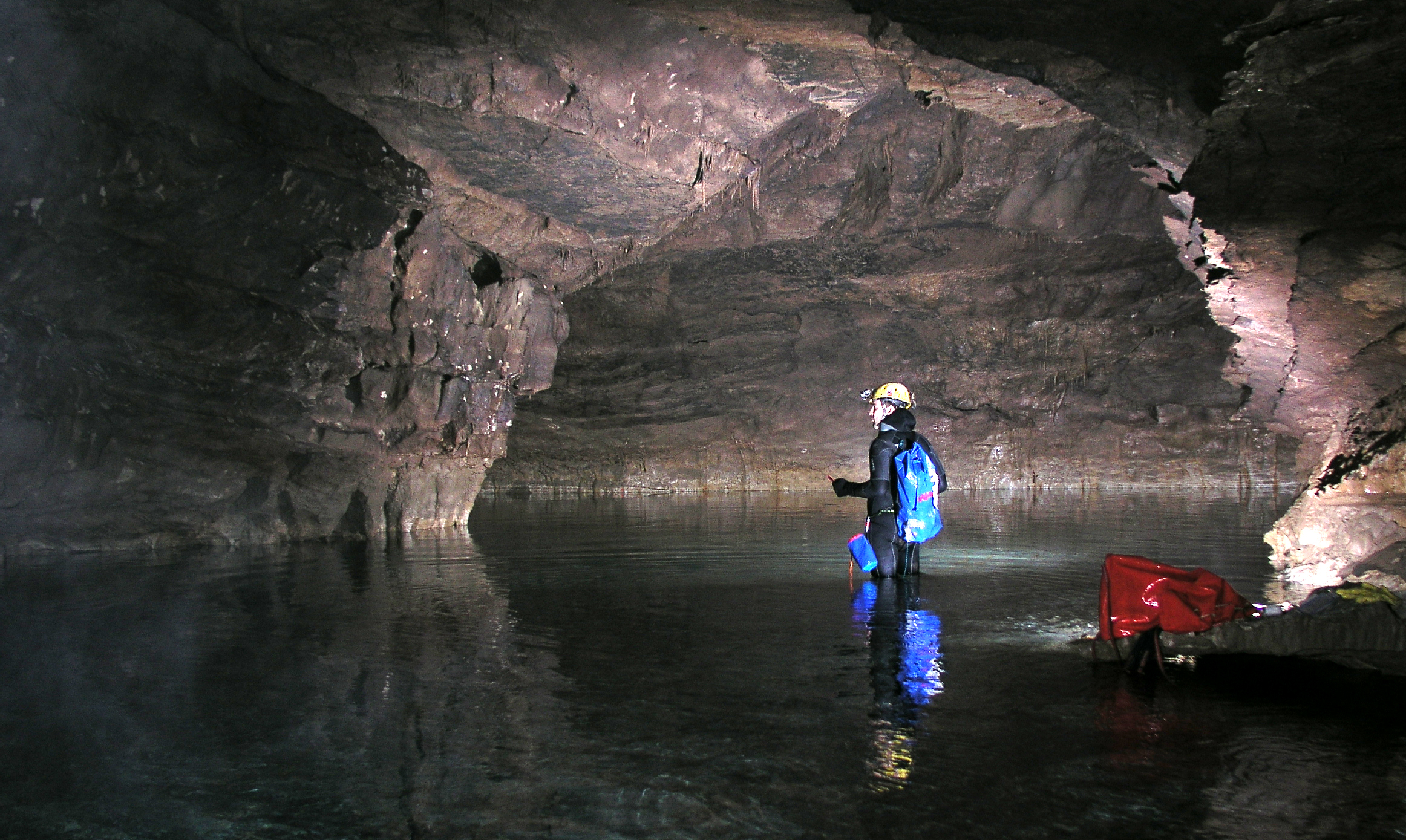
La rivière souterraine du Coulomp.
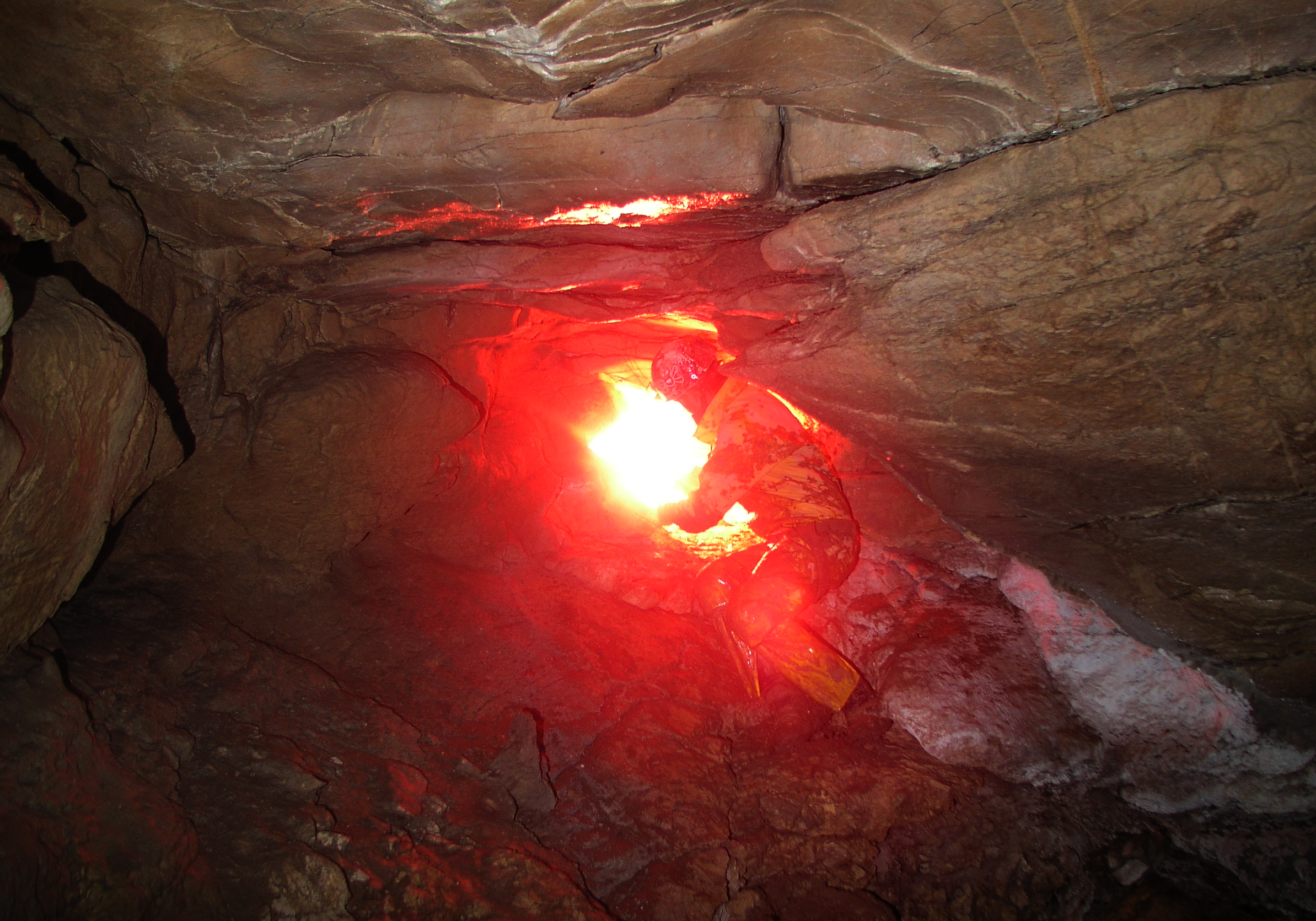
Mise à feu du fumigène pour localiser la nouvelle entrée des Fantasmes.

2011 : Le camp international d'exploration regroupe 31 spéléologues venant de 10 pays. L'utilisation d'une balise magnétique permet d'estimer la distance à 45 m entre l'entrée des Fantasmes, en cours de désobstruction, et les galeries de la grotte des Chamois. Une plongée des siphons amont et aval de la rivière souterraine est organisée. La galerie Thénardier est découverte et des escalades au bout de Valette Highway sont entreprises. La grotte dépasse 10 000 m de développement pour une dénivellation de 326 m. La cote de -42 est atteinte dans le siphon amont et celle de + 284 dans les escalades.

Année 2011
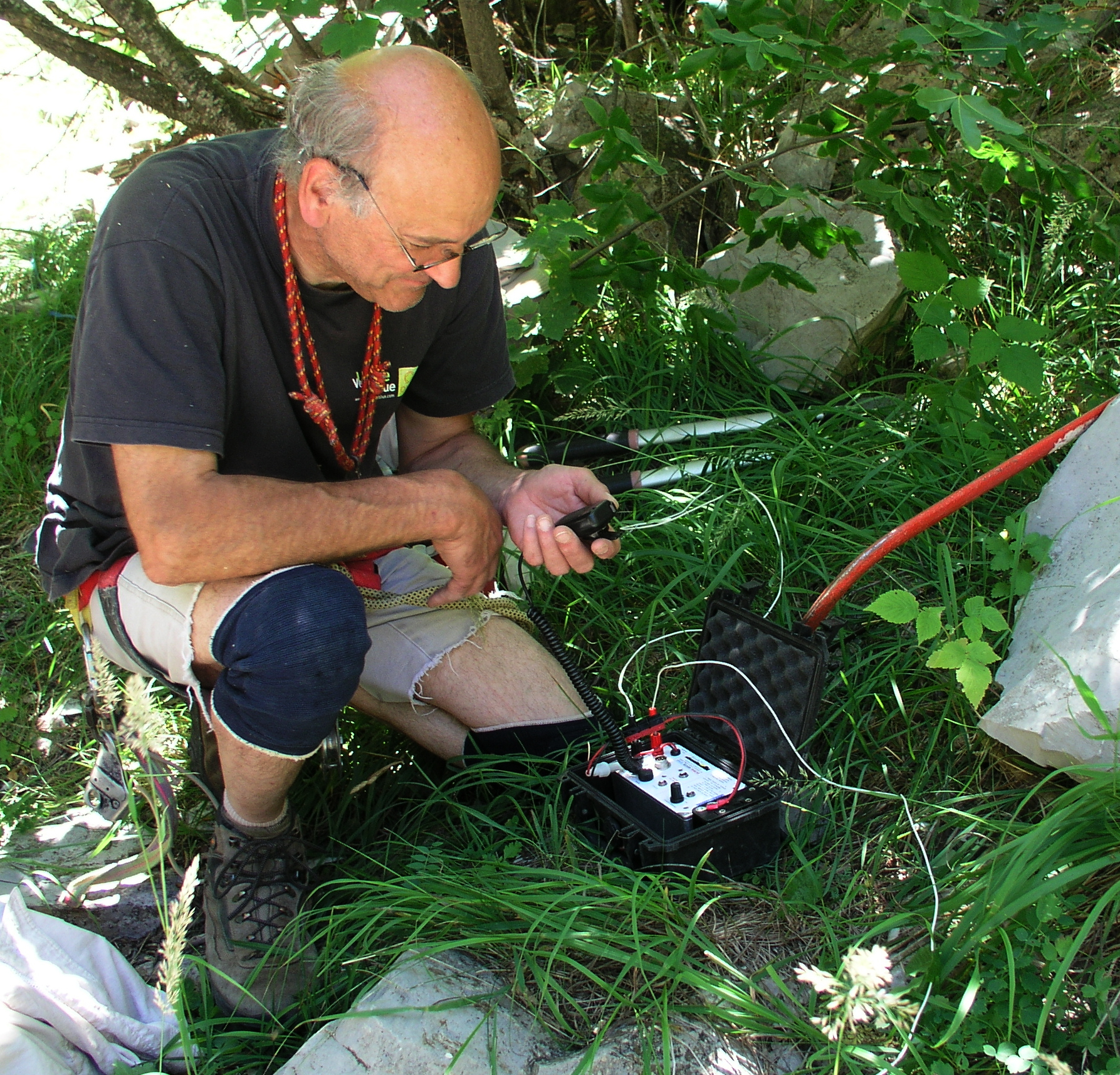
Essais radios dans le ravin des Pasqueirets destinés à localiser les galeries de la grotte des Chamois.
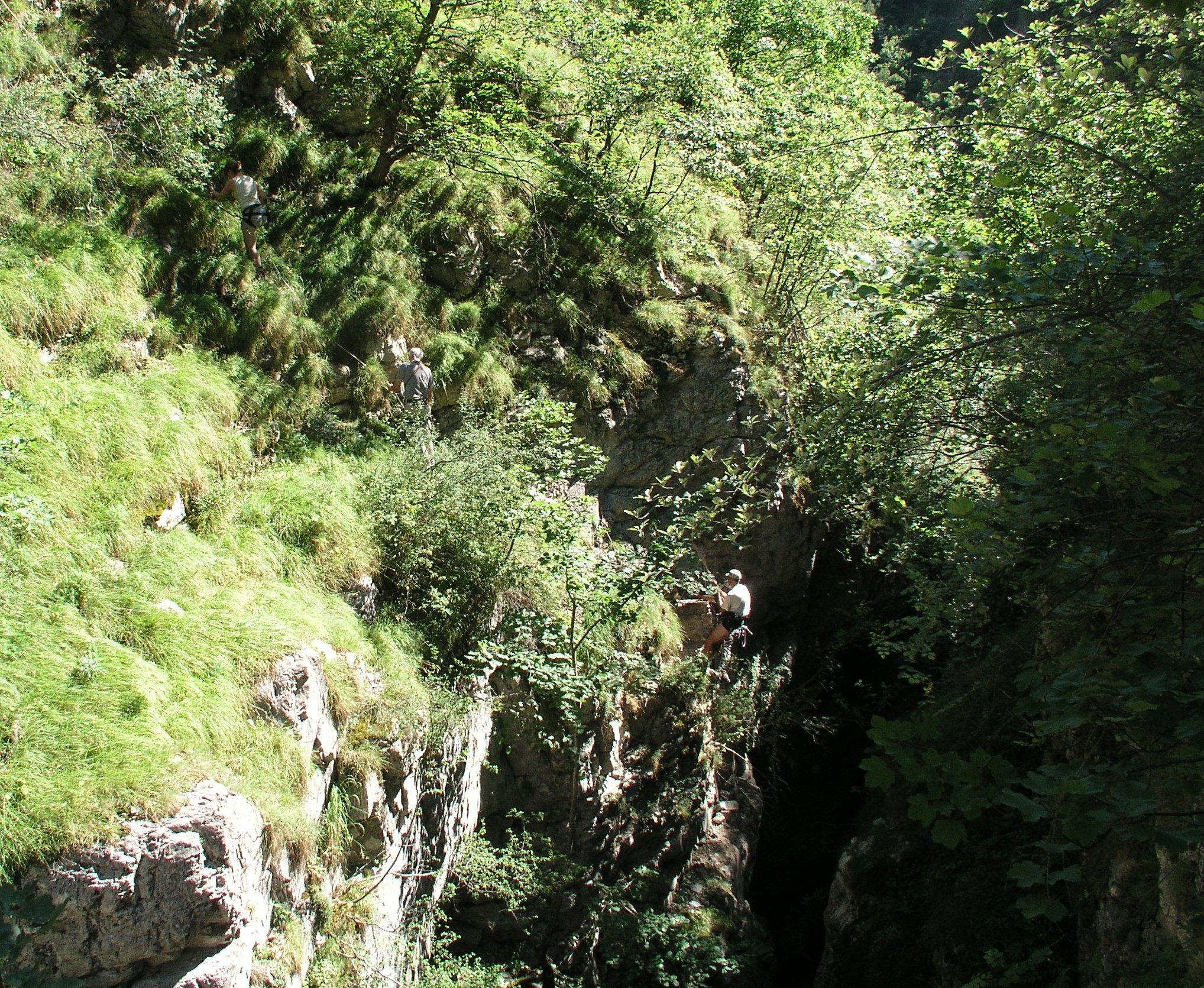
Le trou des Fantasmes en cours de désobstruction dans le ravin des Pasqueirets.
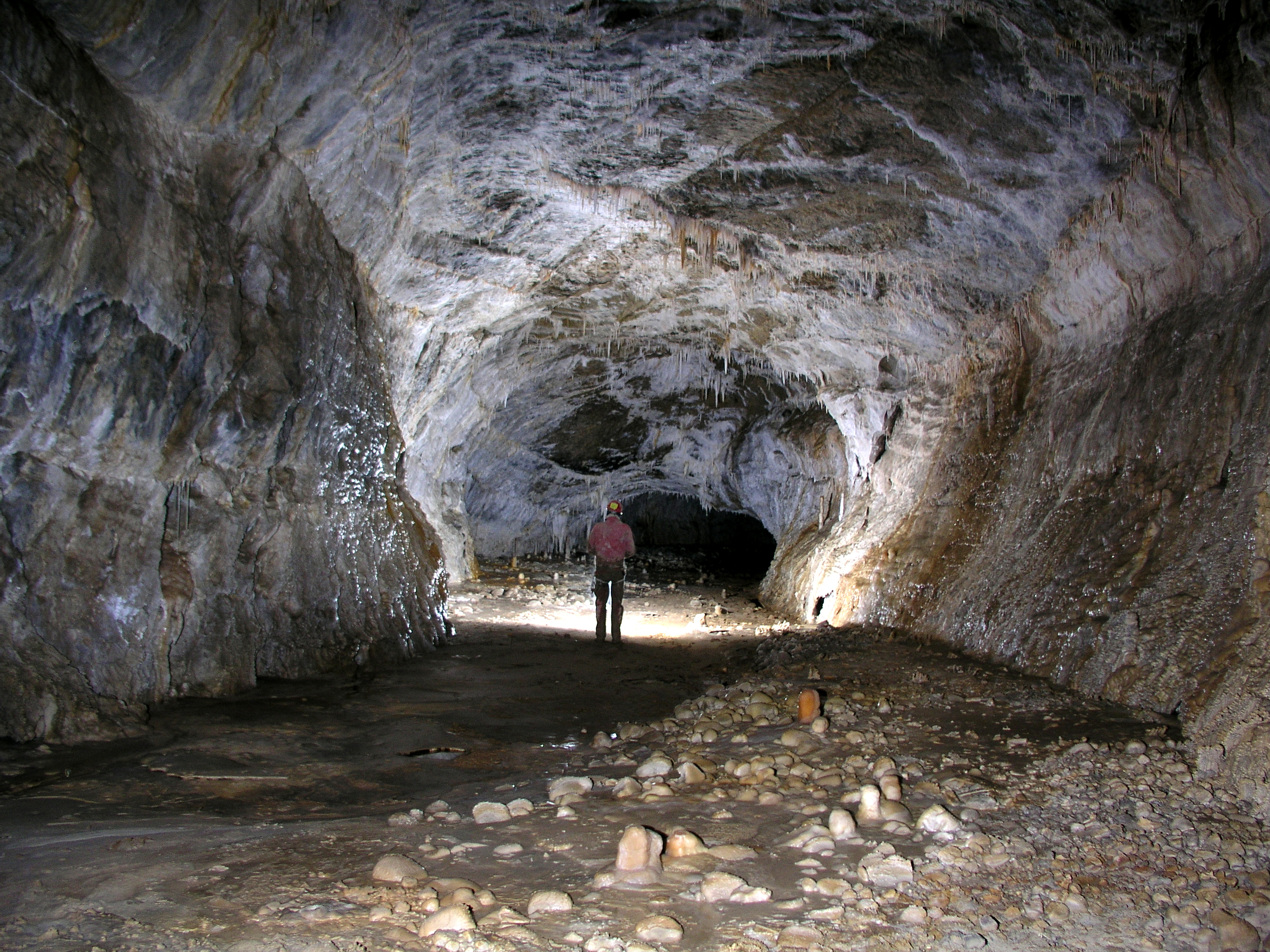
Galerie dite Valette Highway dans la grotte des Chamois.
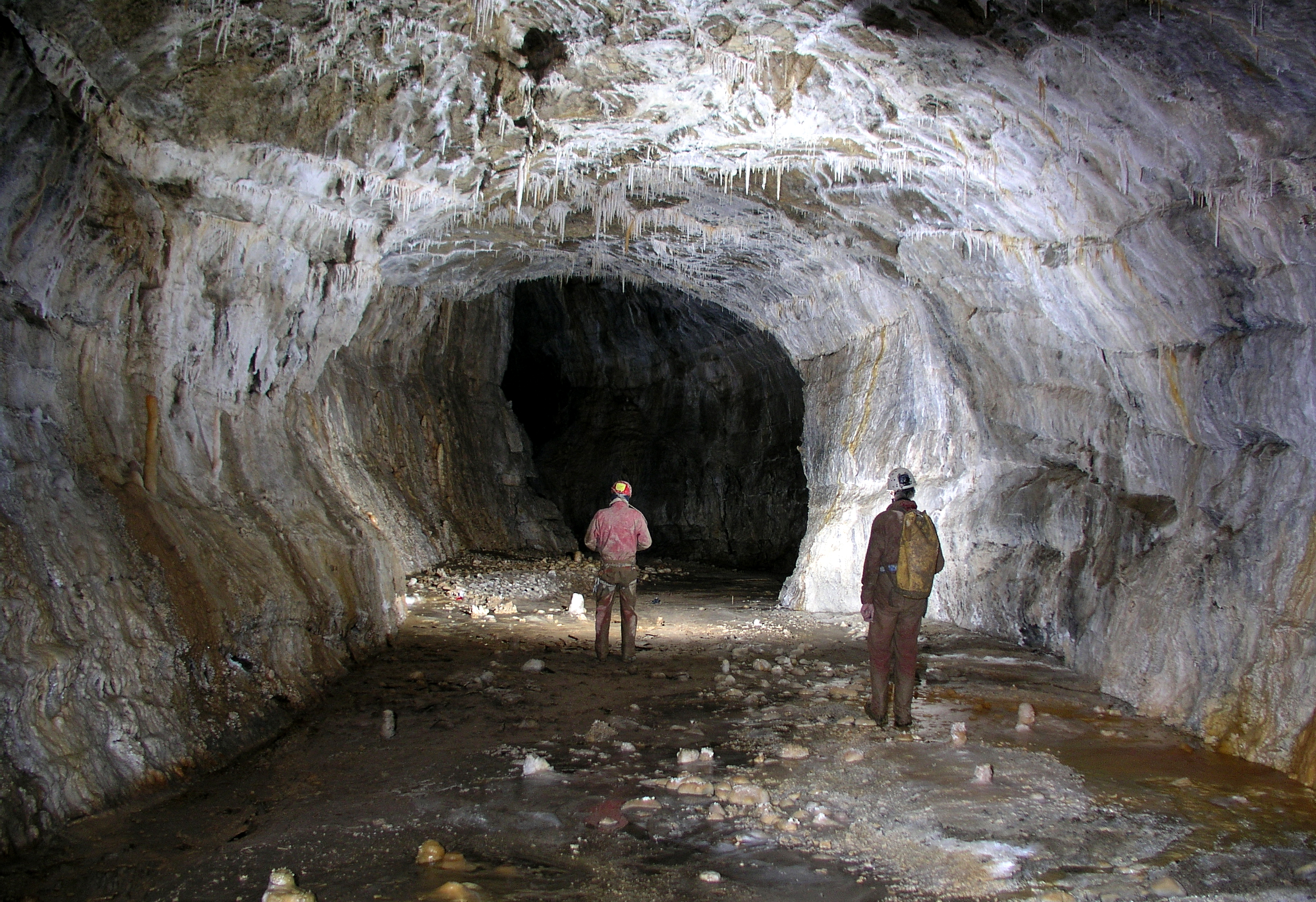
Valette Highway dans la grotte des Chamois.
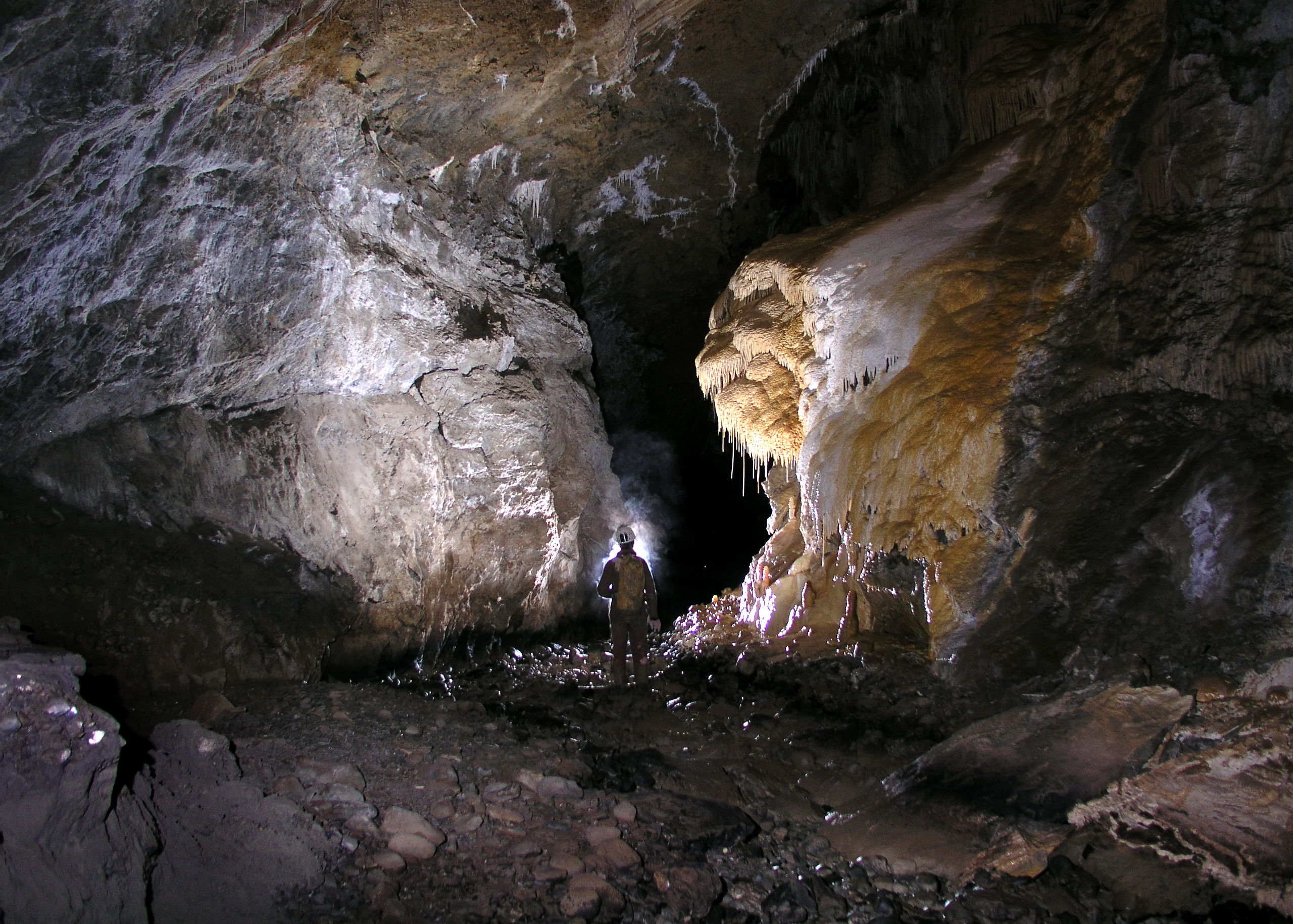
Concrétions de Valette Highway dans la grotte des Chamois.
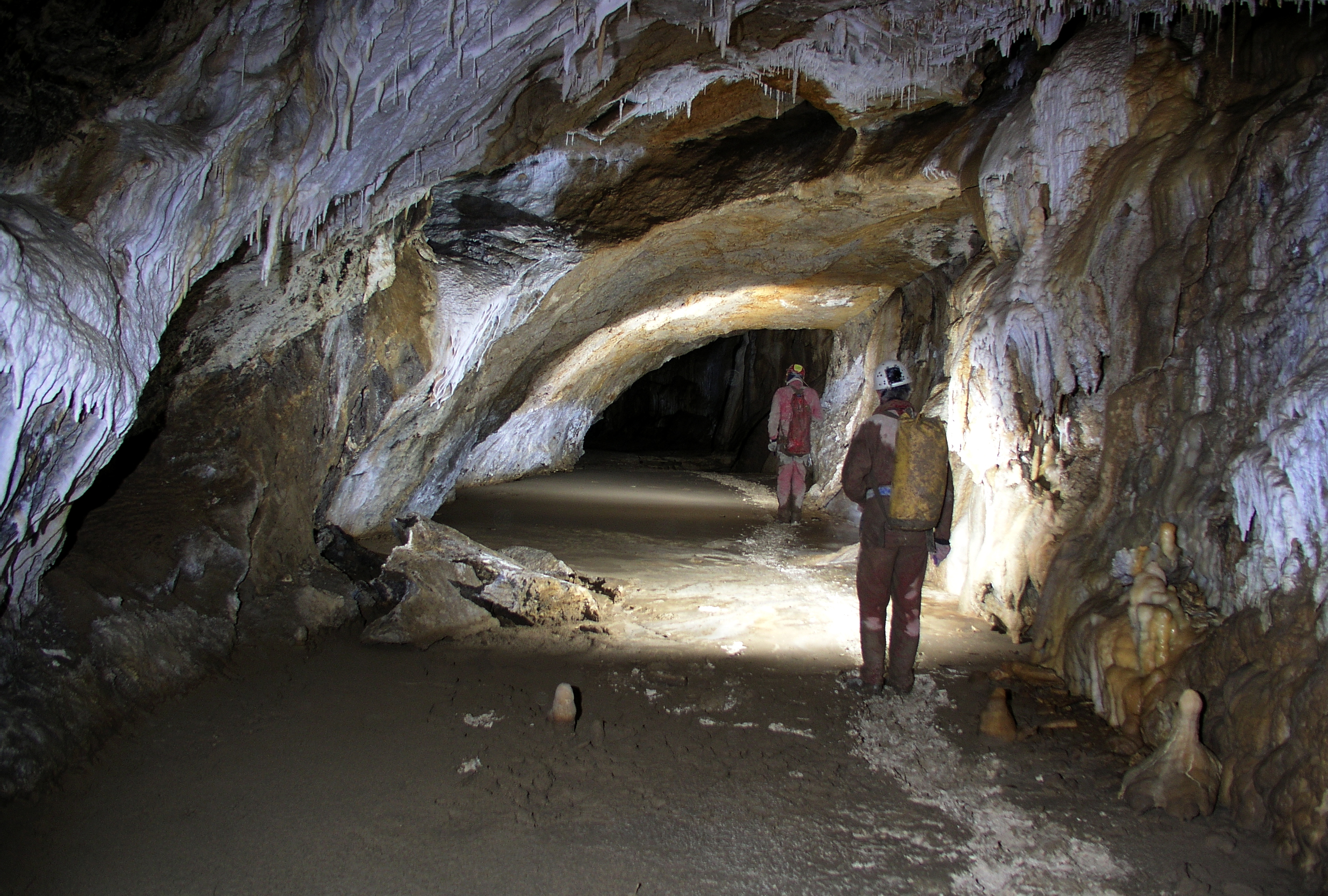
Progression dans Valette Highway.
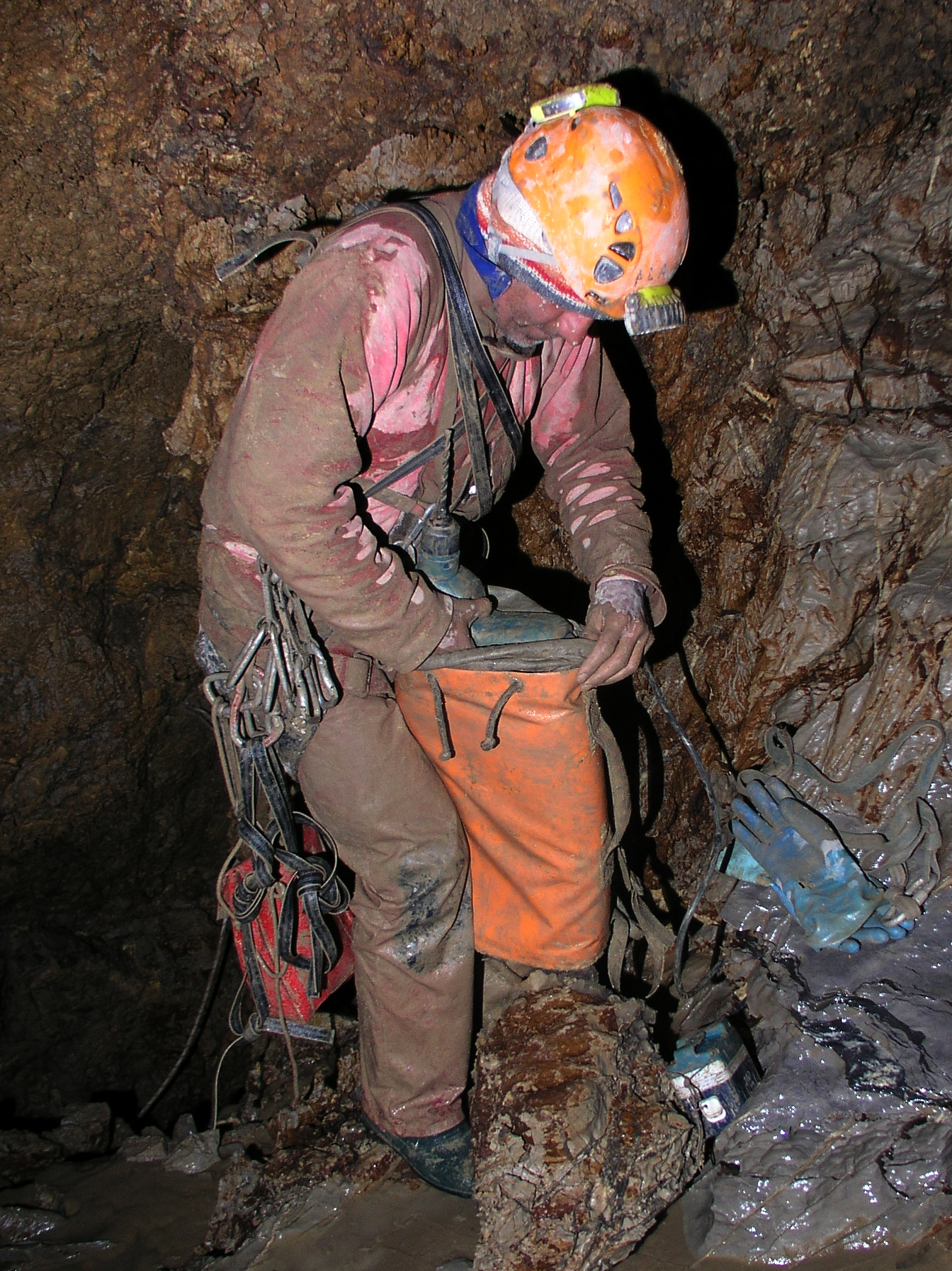
Escalade dans les galeries supérieures de Valette Highway.
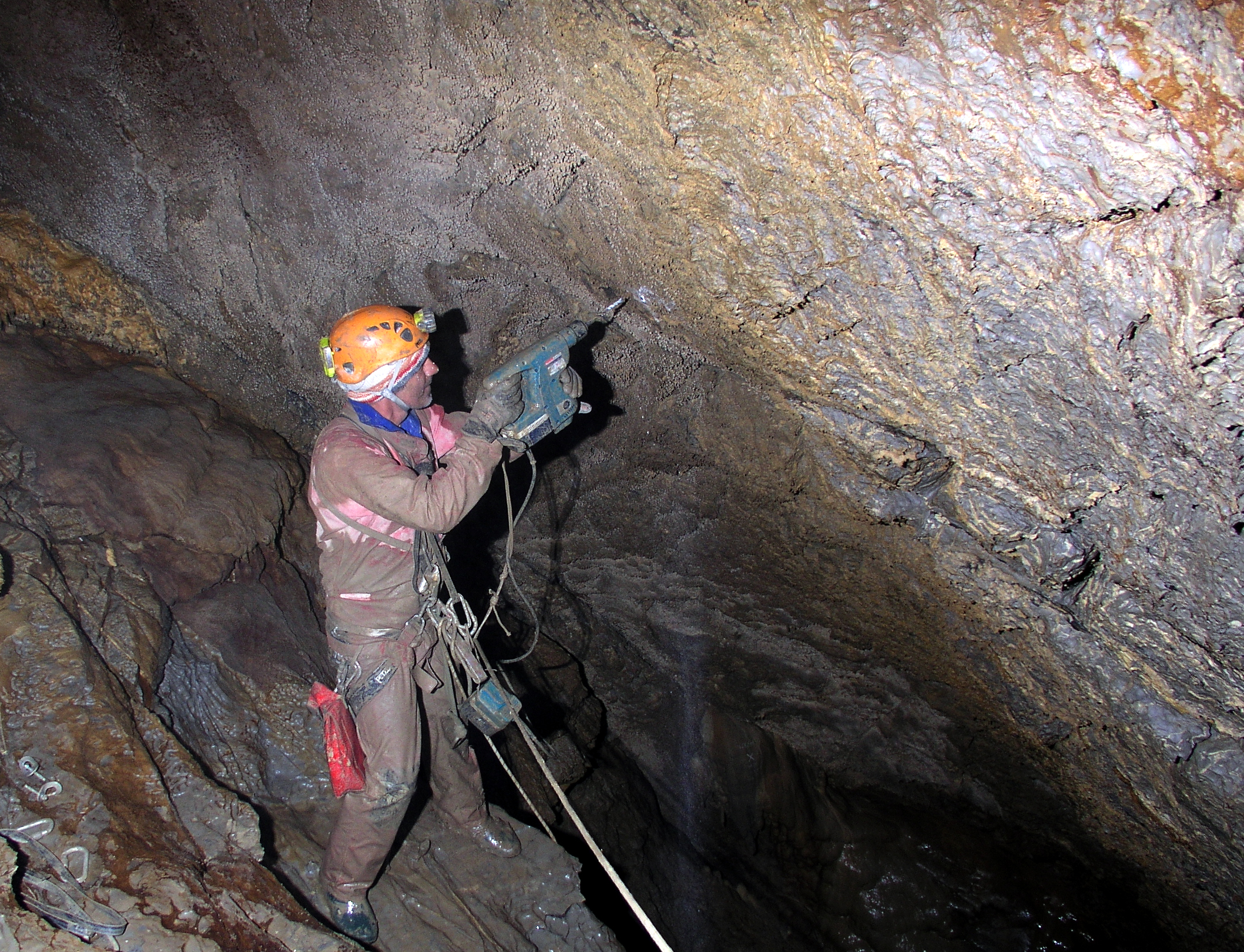
Escalade dans les galeries supérieures de Valette Highway.

2012 : 21 spéléologues ont rejoint le camp international comptant 7 nations. Les objectifs de repérages en montagne sont nombreux (pertes, lacs), les plongées continuent, la désobstruction de l'entrée des Fantasmes se poursuit. Enfin, le méandre Sulfurique, au fond de Valette Highway, est escaladé jusqu'à +170 m. Le développement de la cavité atteint 11 600 m pour une dénivellation de 325 m (-69 ; +284).

Année 2012
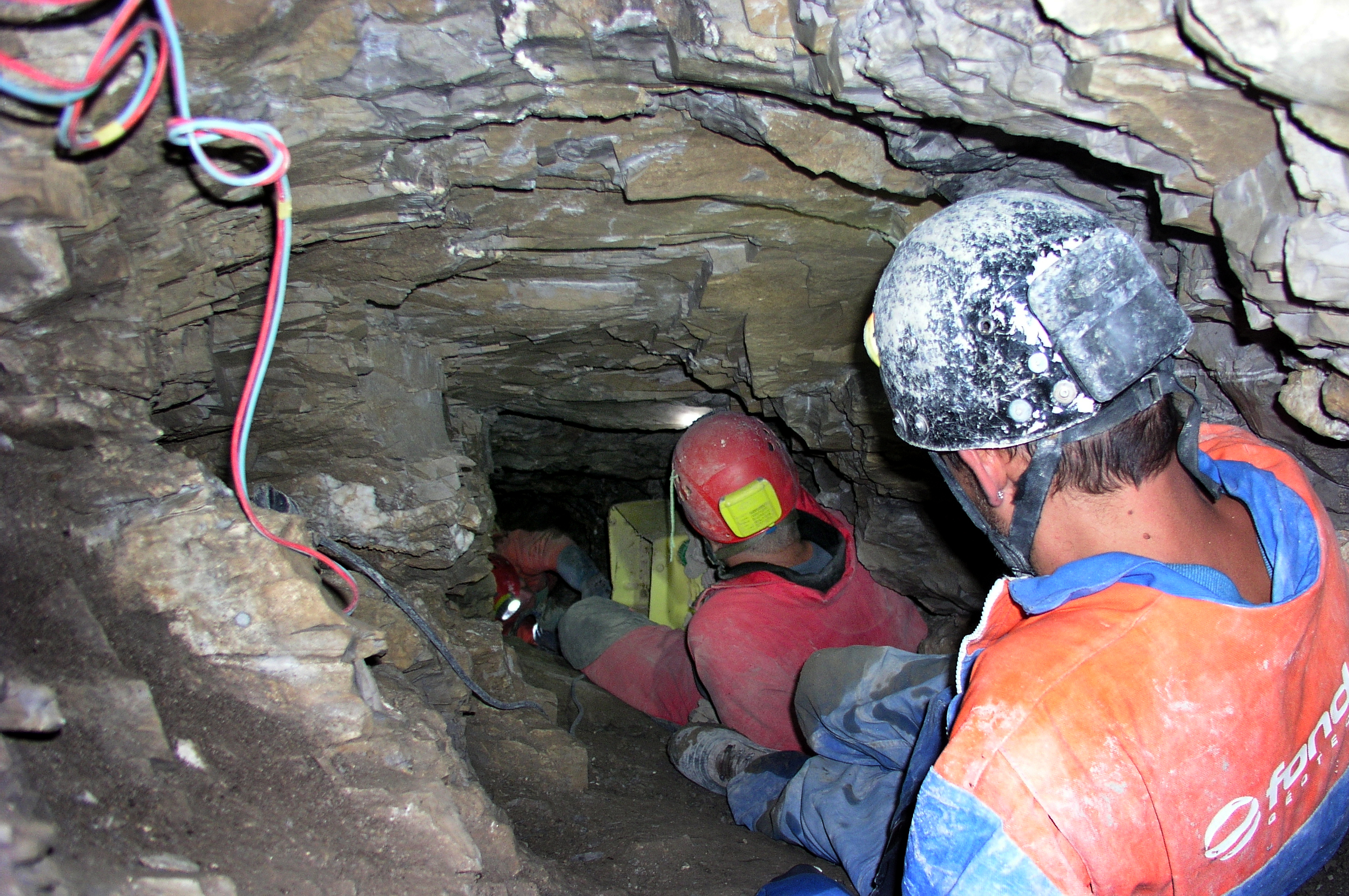
Désobstruction dans le trou des Fantasmes.
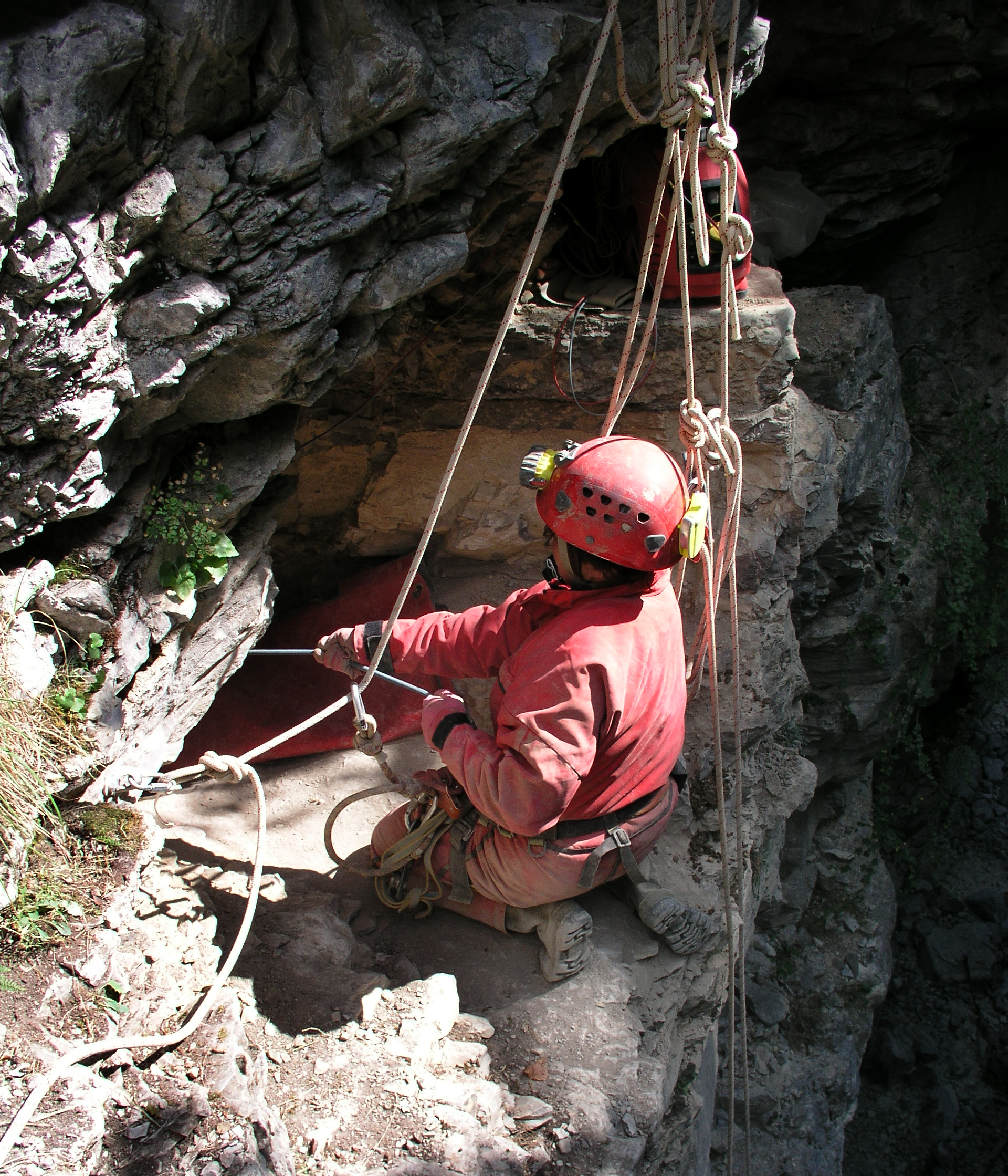
Désobstruction du trou des Fantasmes : les bacs sont tirés depuis l'extérieur.
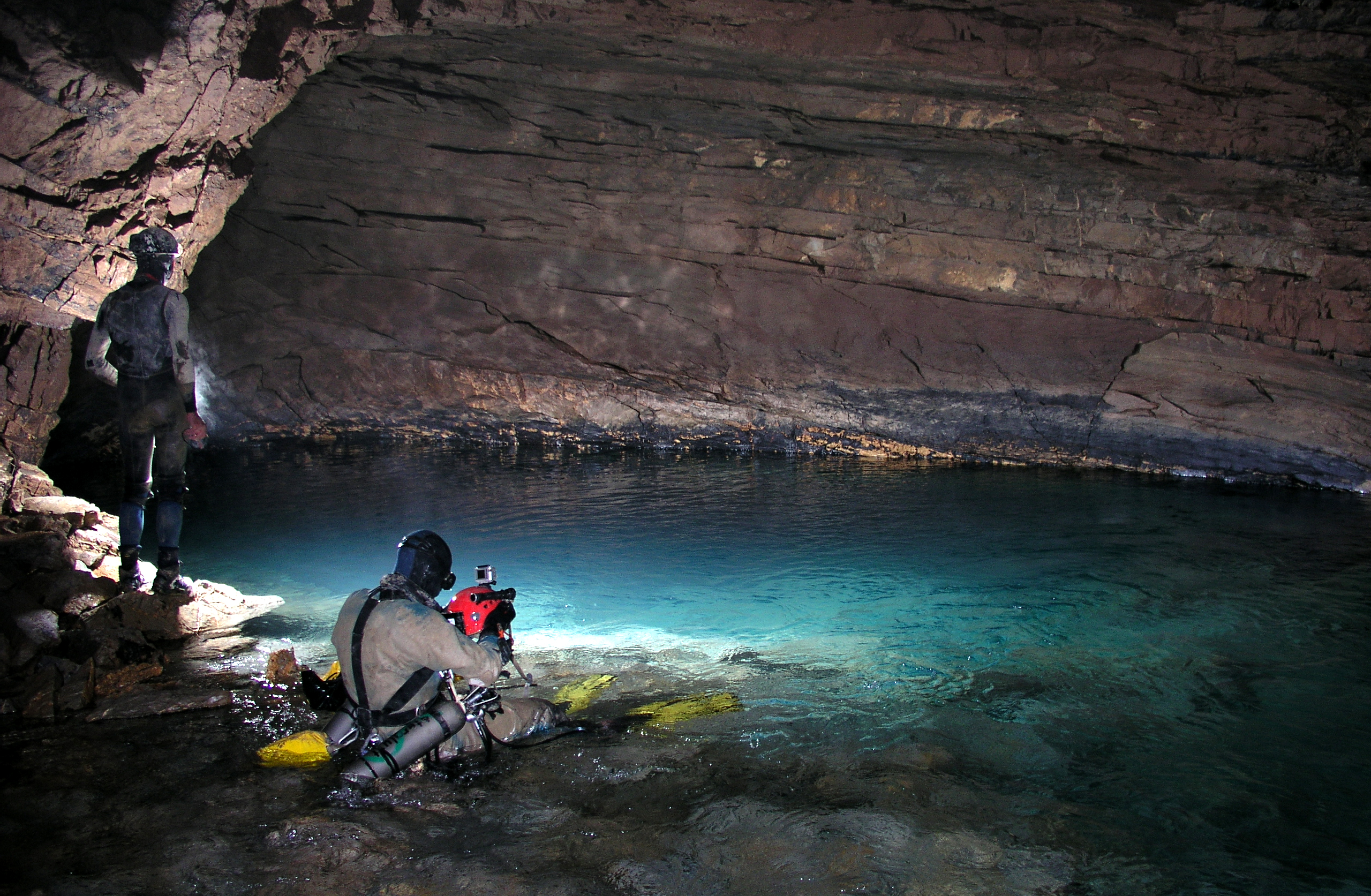
Plongée du siphon aval de la rivière souterraine de la grotte des Chamois.
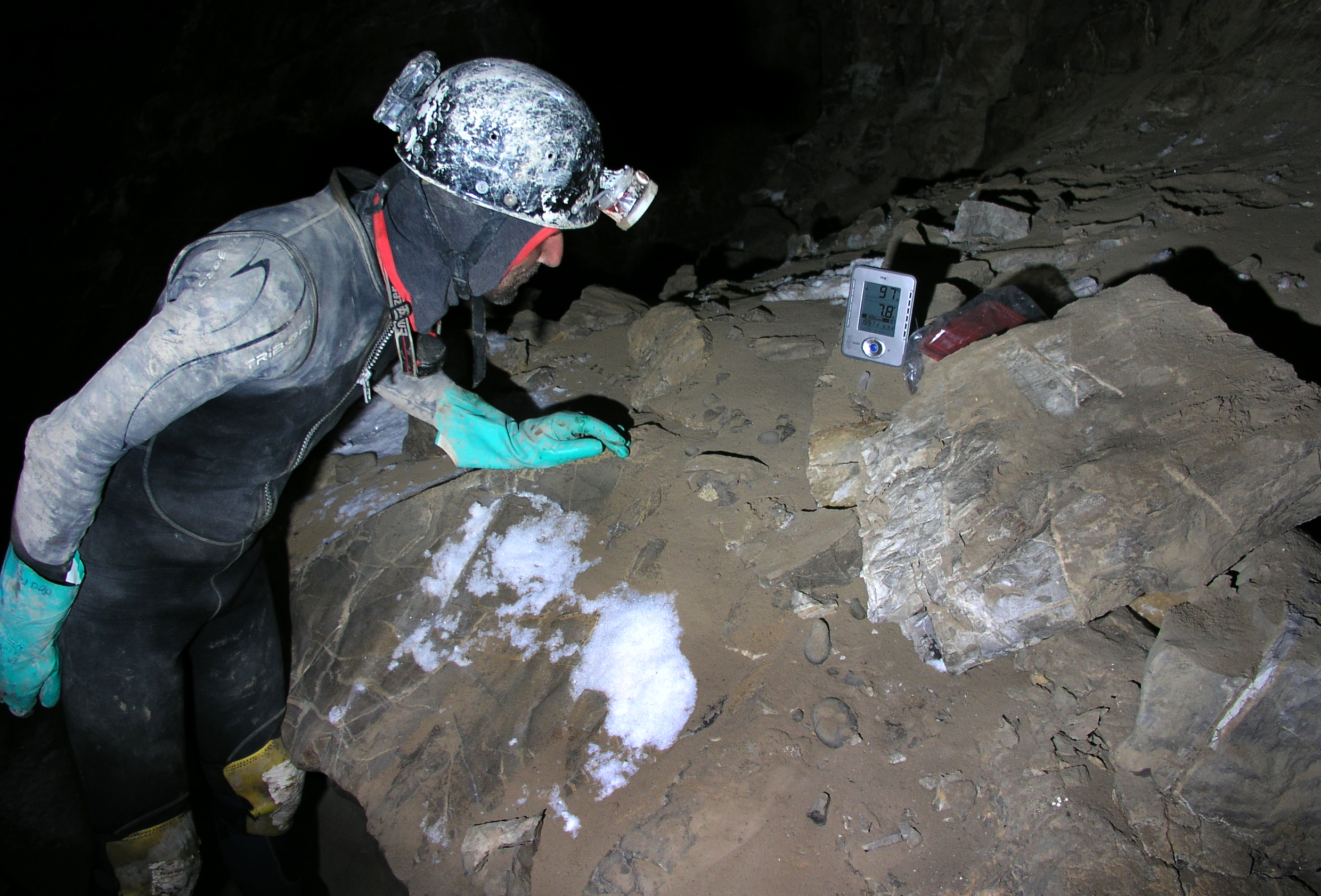
Mesures physiques dans la galerie Thénardier : une zone très sèche de la grotte des Chamois.
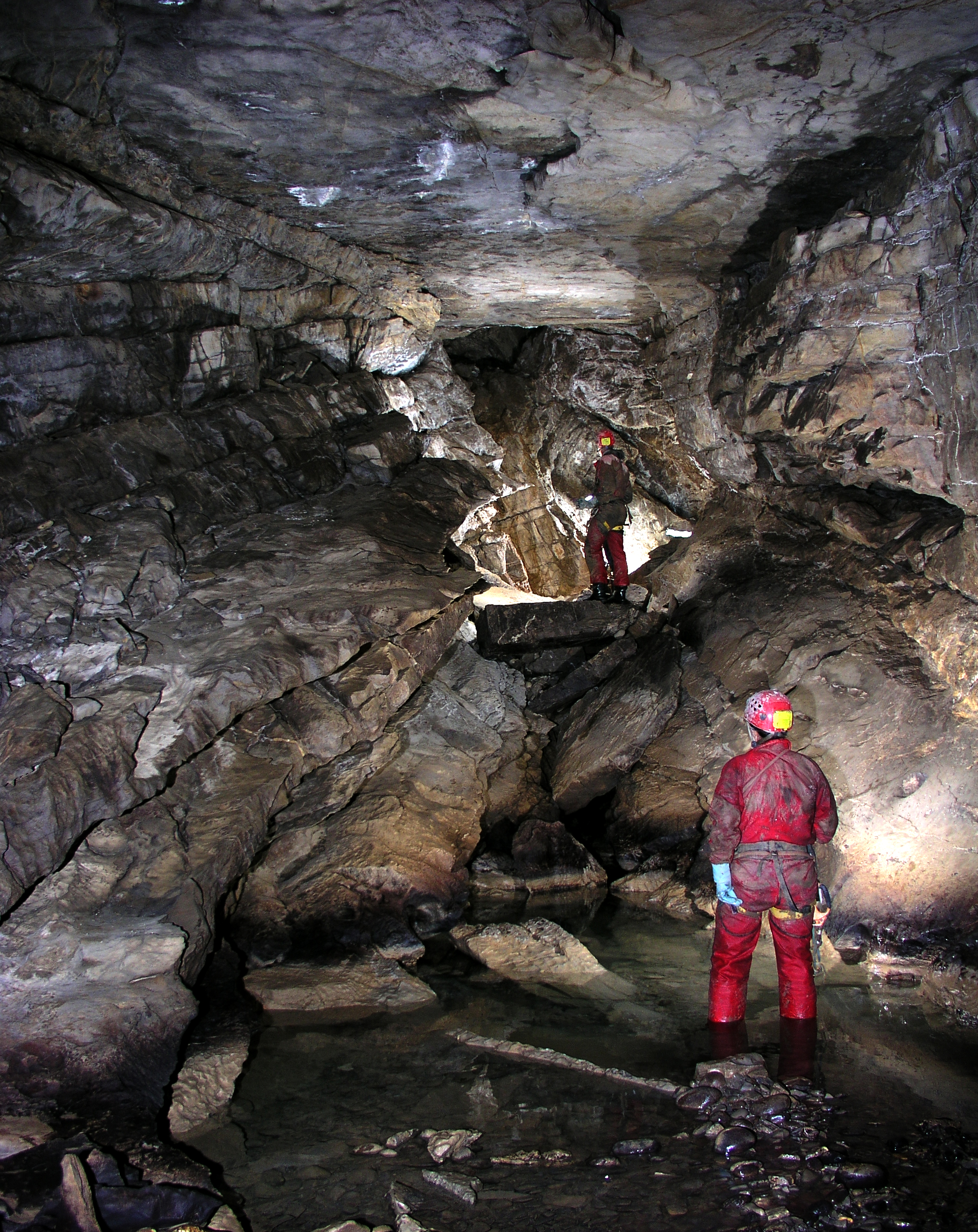
Galerie Thénardier de la grotte des Chamois.
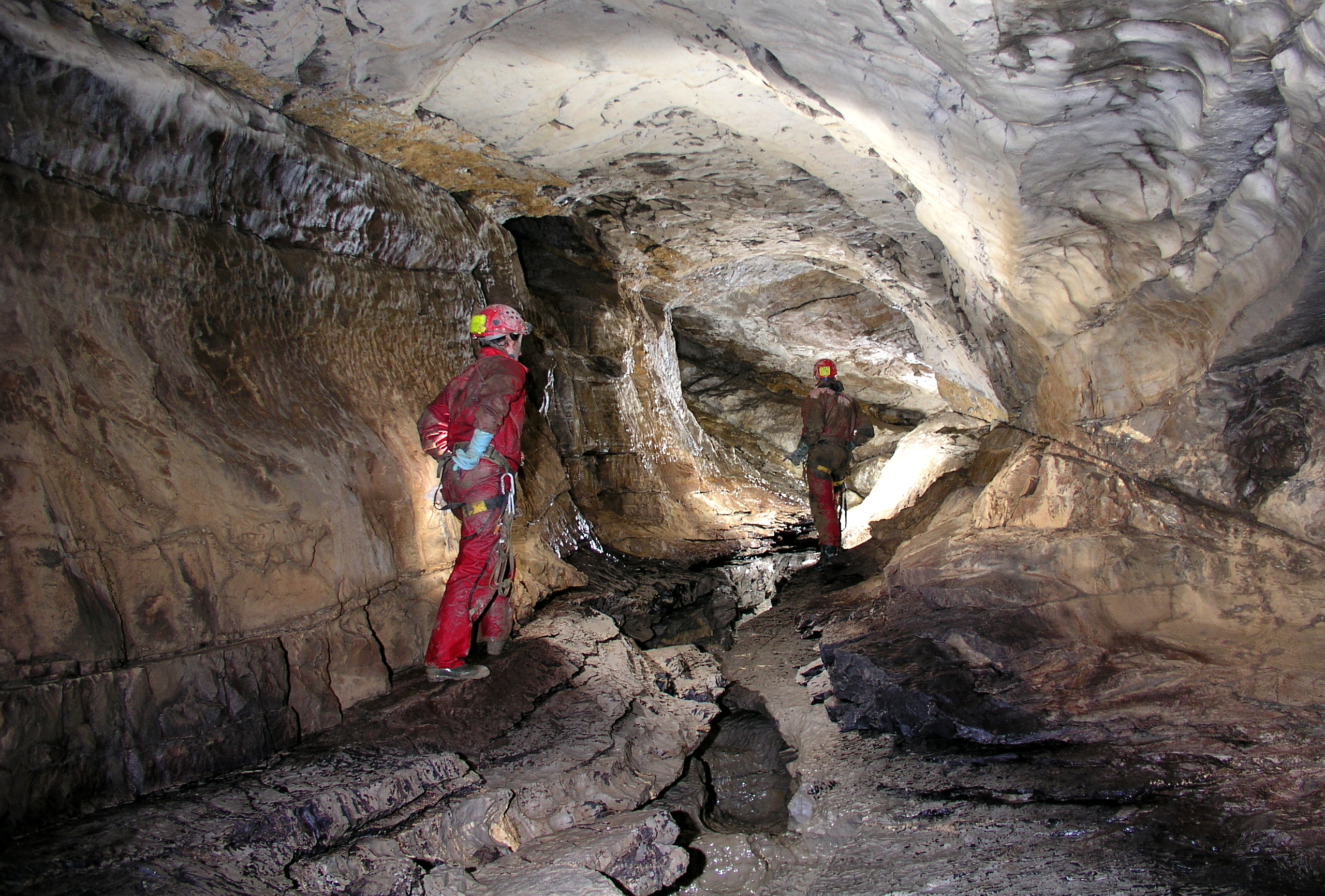
Galerie Thénardier de la grotte des Chamois.
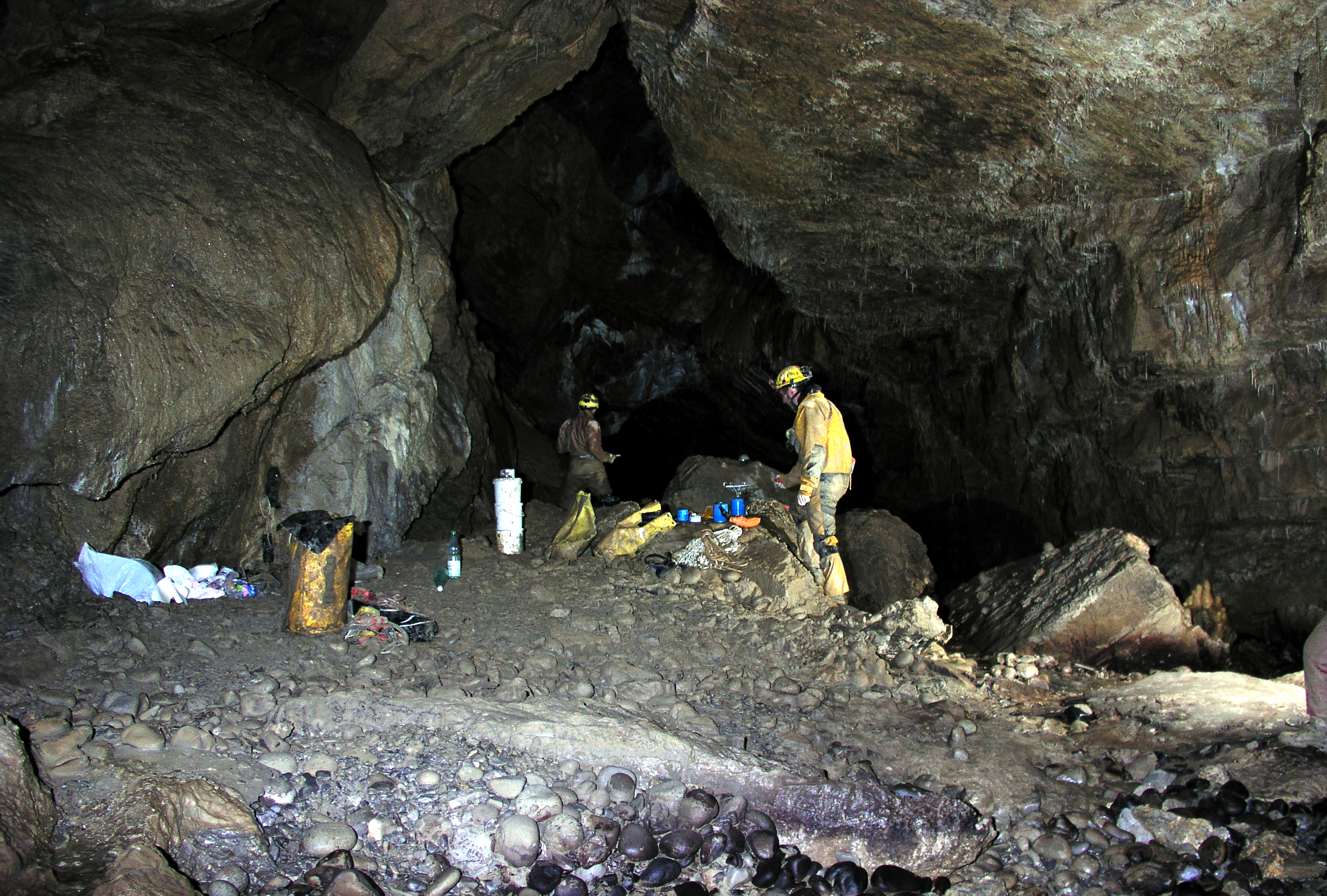
Bivouac de la galerie des Hormones.

2013 : Le camp international réunit 21 spéléologues issus de 5 pays. La principale avancée est la jonction du trou des Fantasmes (commune de Méailles) avec la grotte des Chamois. Le trou des Fantasmes, ouvert sur plus de 45 m de longueur, offre un accès direct à la rivière souterraine et facilite considérablement les explorations. La grotte des Chamois compte désormais deux entrées et 12 300 m de conduits pour une dénivellation de 353 m (-69,+ 284),. 
2014 : Le camp international a toujours lieu mais les découvertes de nouvelles galeries sont plus rares. Les travaux de balisage et de protection commencent, les observations et mesures scientifiques se poursuivent, les plongées profondes aussi mais sans succès. Enfin, une coloration est organisée aux lacs de Lignin où sont versés 3 kg de fluorescéine ; le traceur sort quelques jours plus tard à la source du Coulomp, . 

Année 2014
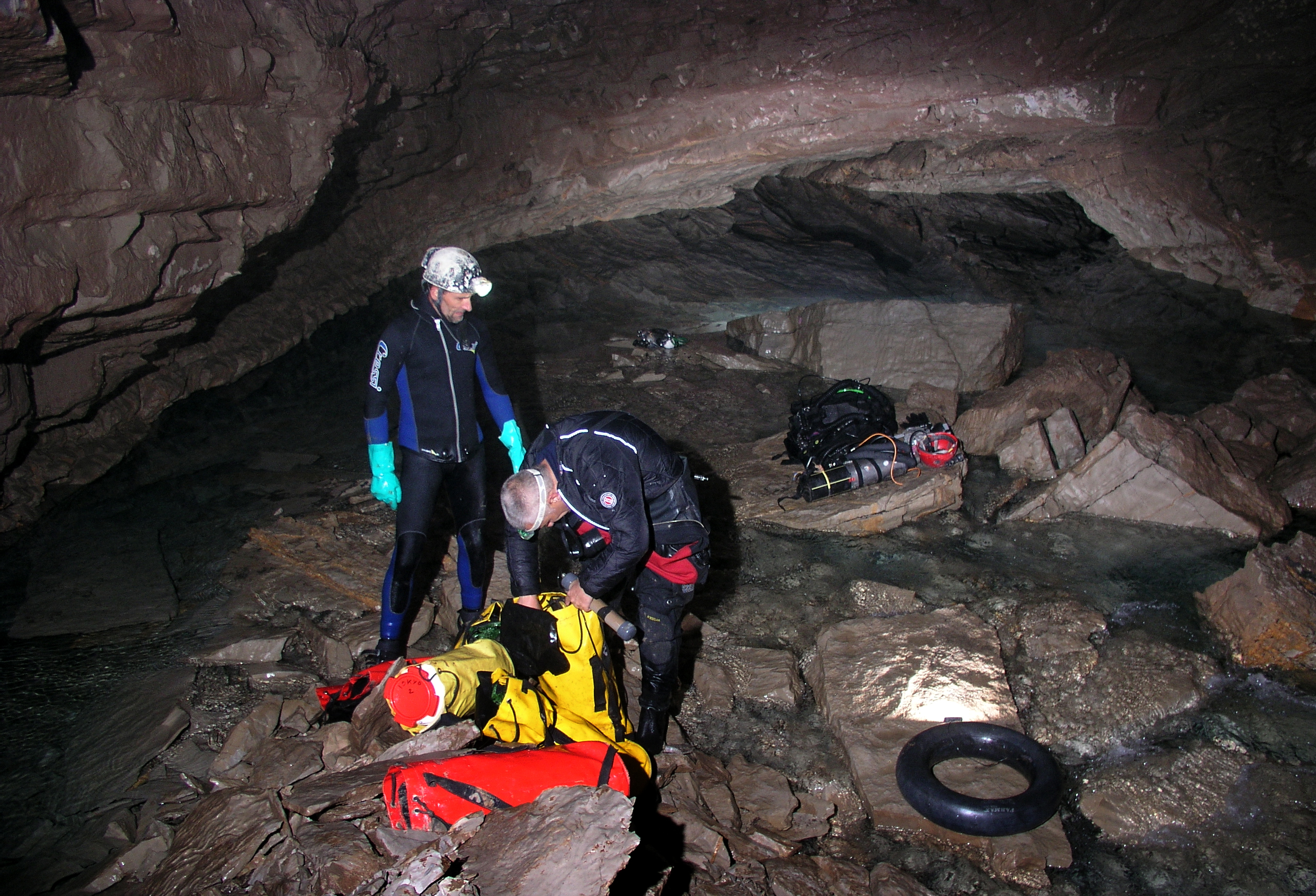
Plongée du siphon amont de la rivière souterraine.
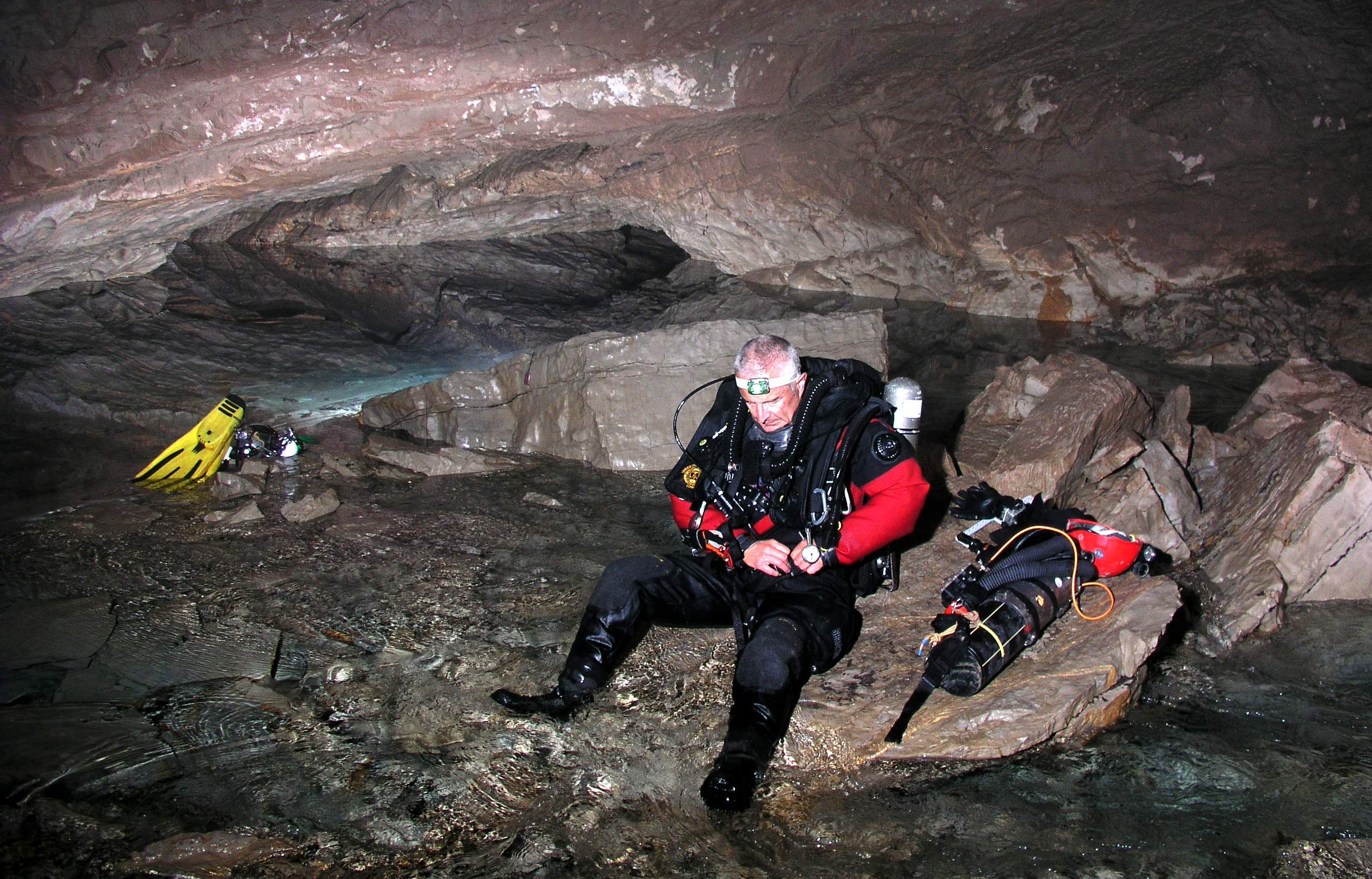
Plongée du siphon amont de la rivière souterraine.
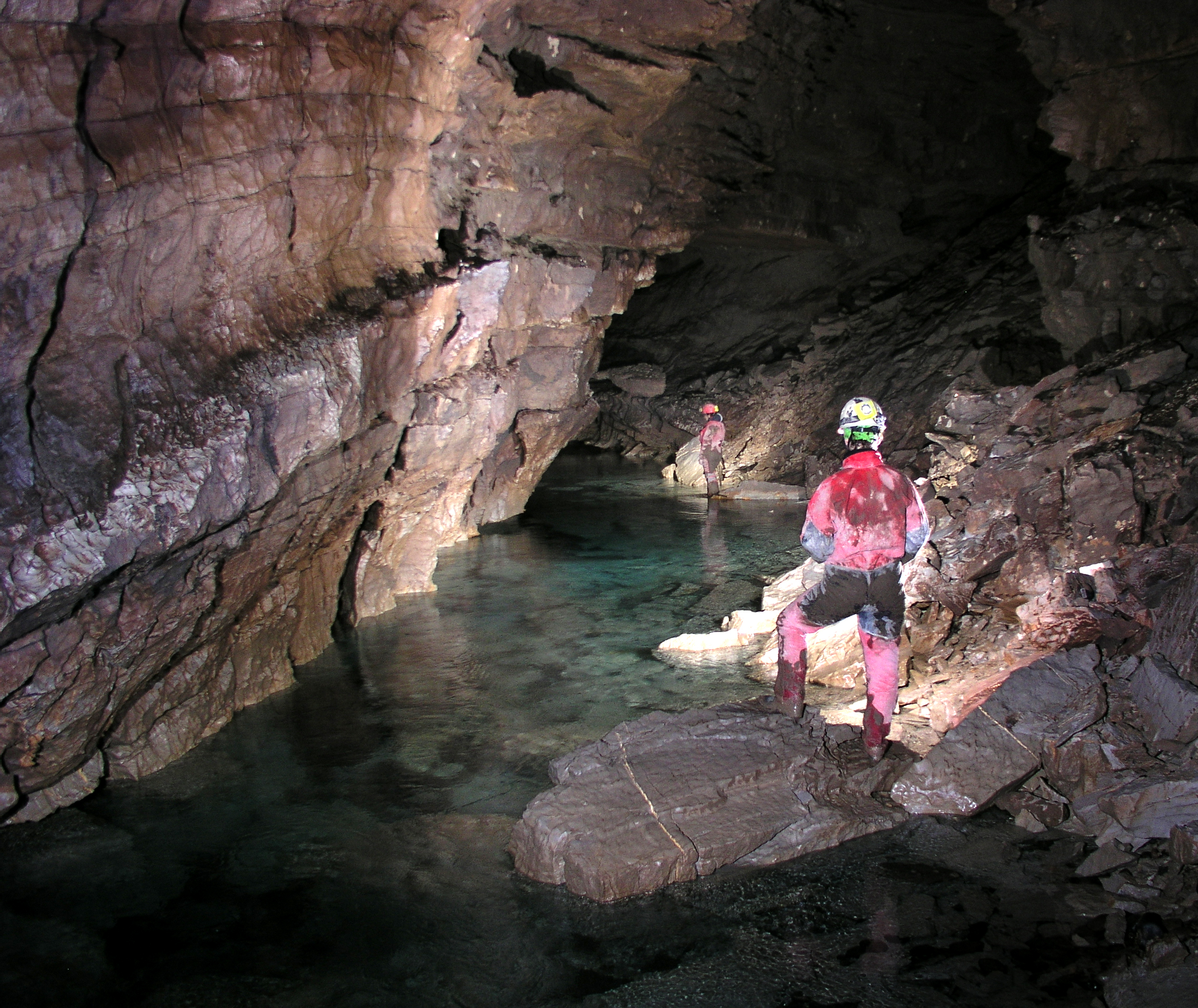
Rivière souterraine de la grotte des Chamois.
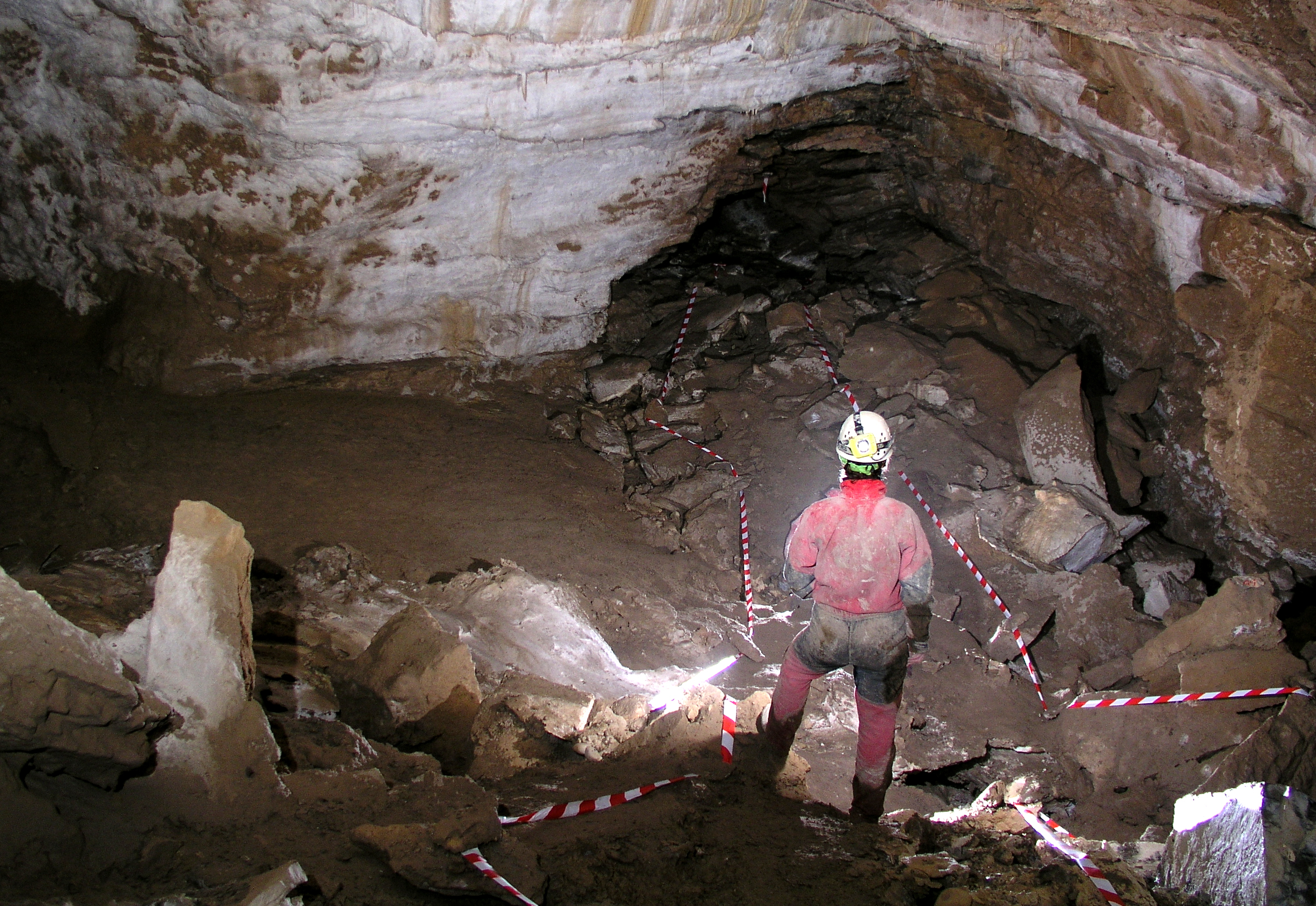
Balisage dans la salle des Slovènes.
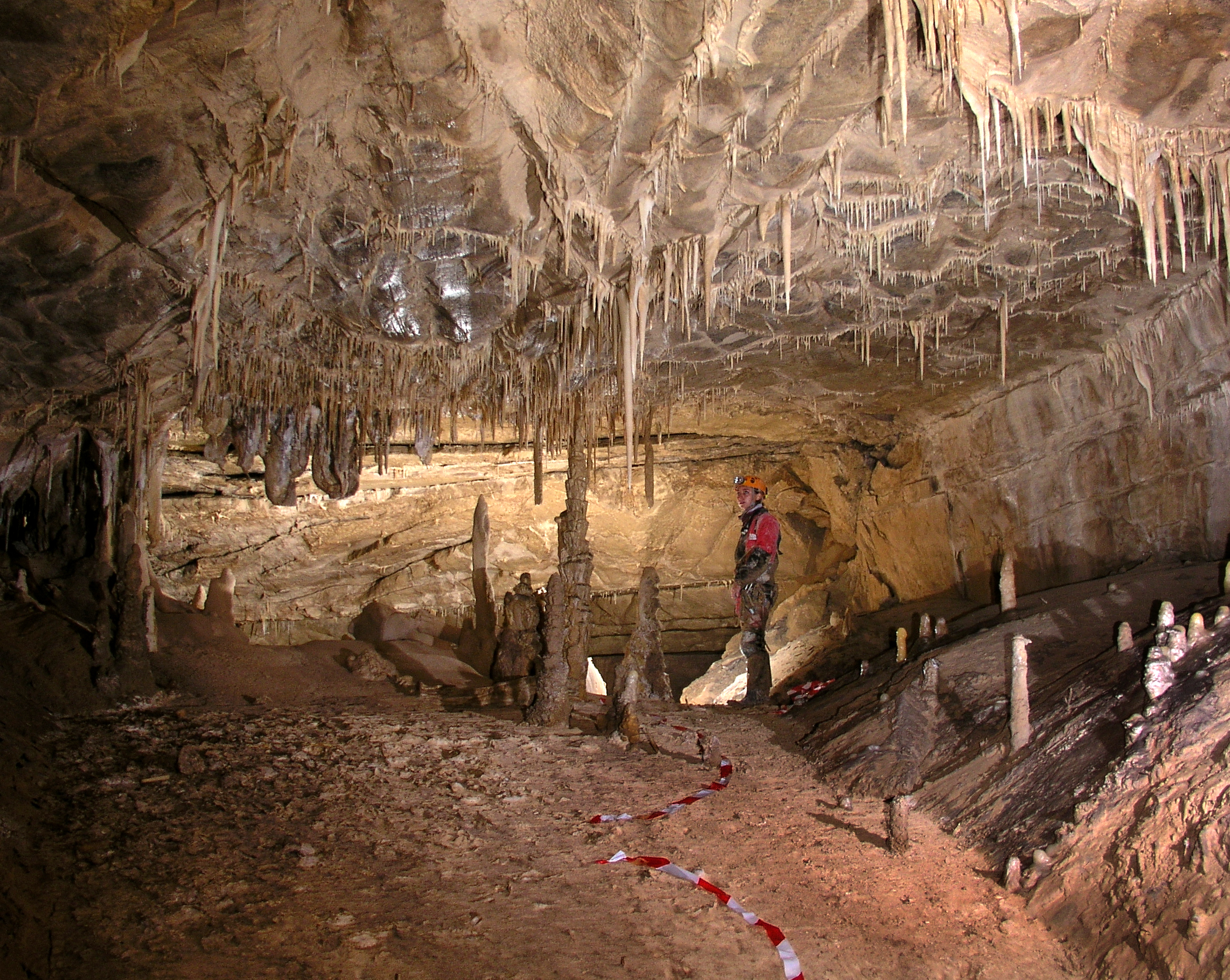
Réseau du Champagne de la grotte des Chamois.
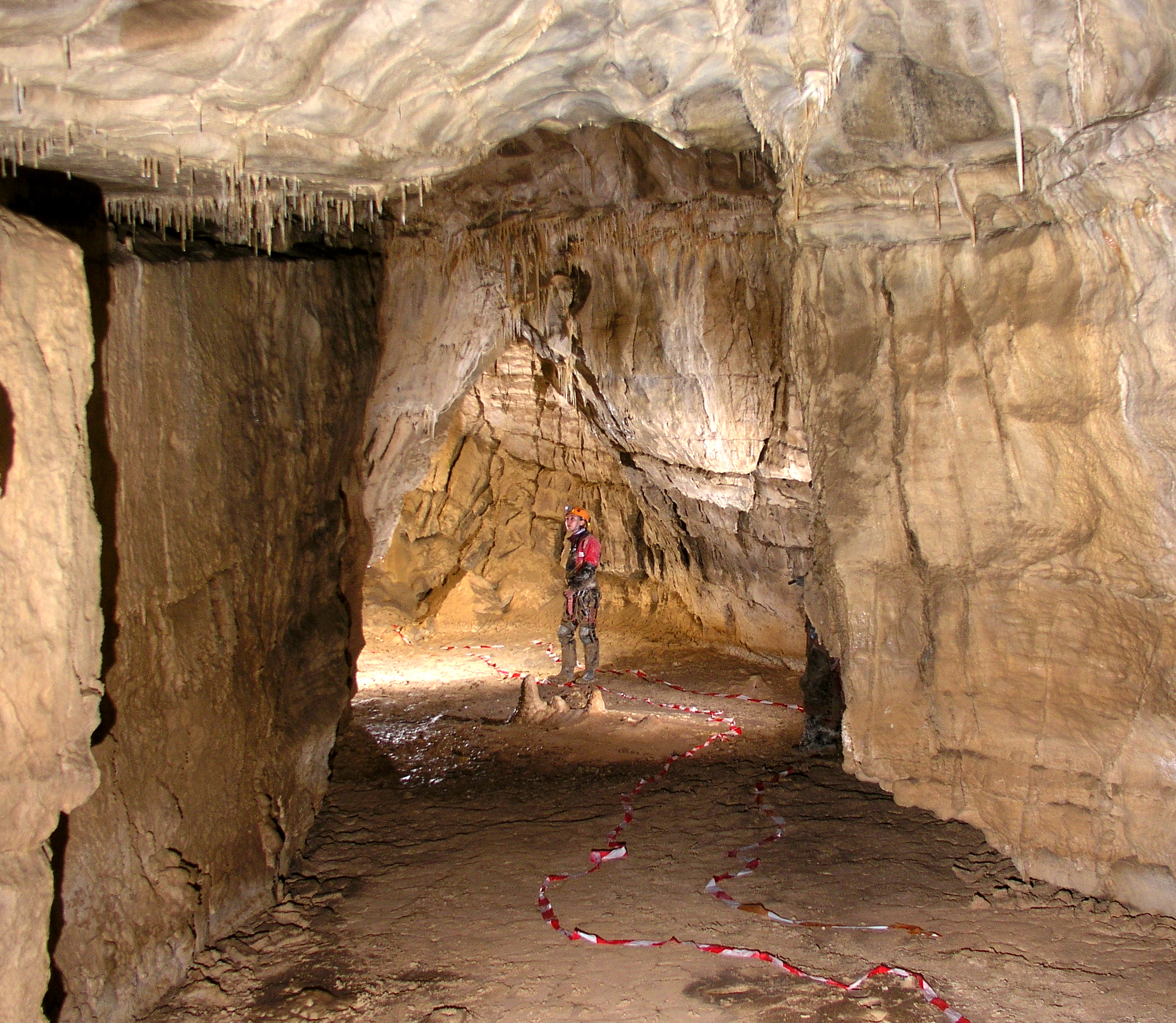
Réseau du Champagne de la grotte des Chamois.
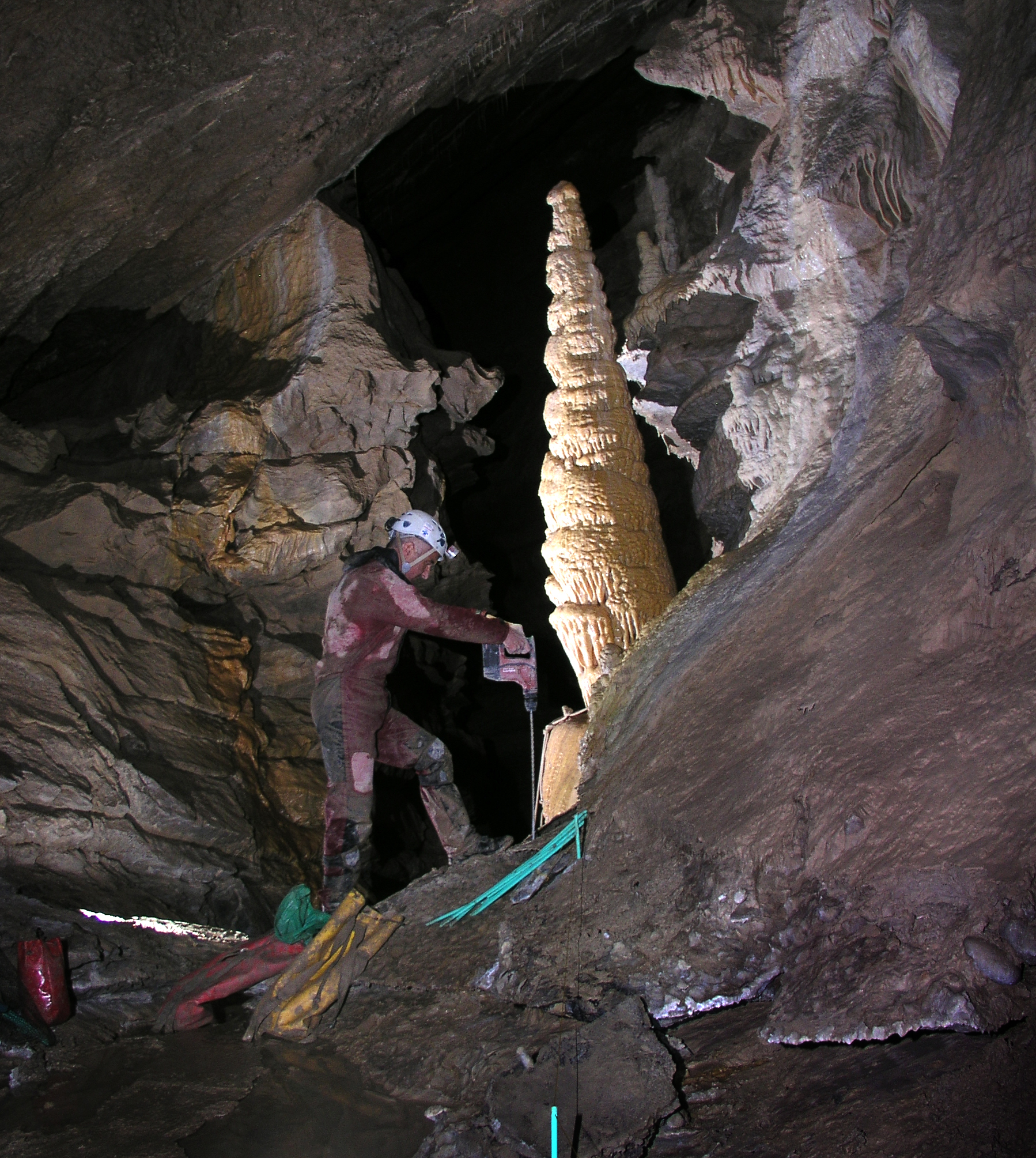
Balisage dans la grotte des Chamois.
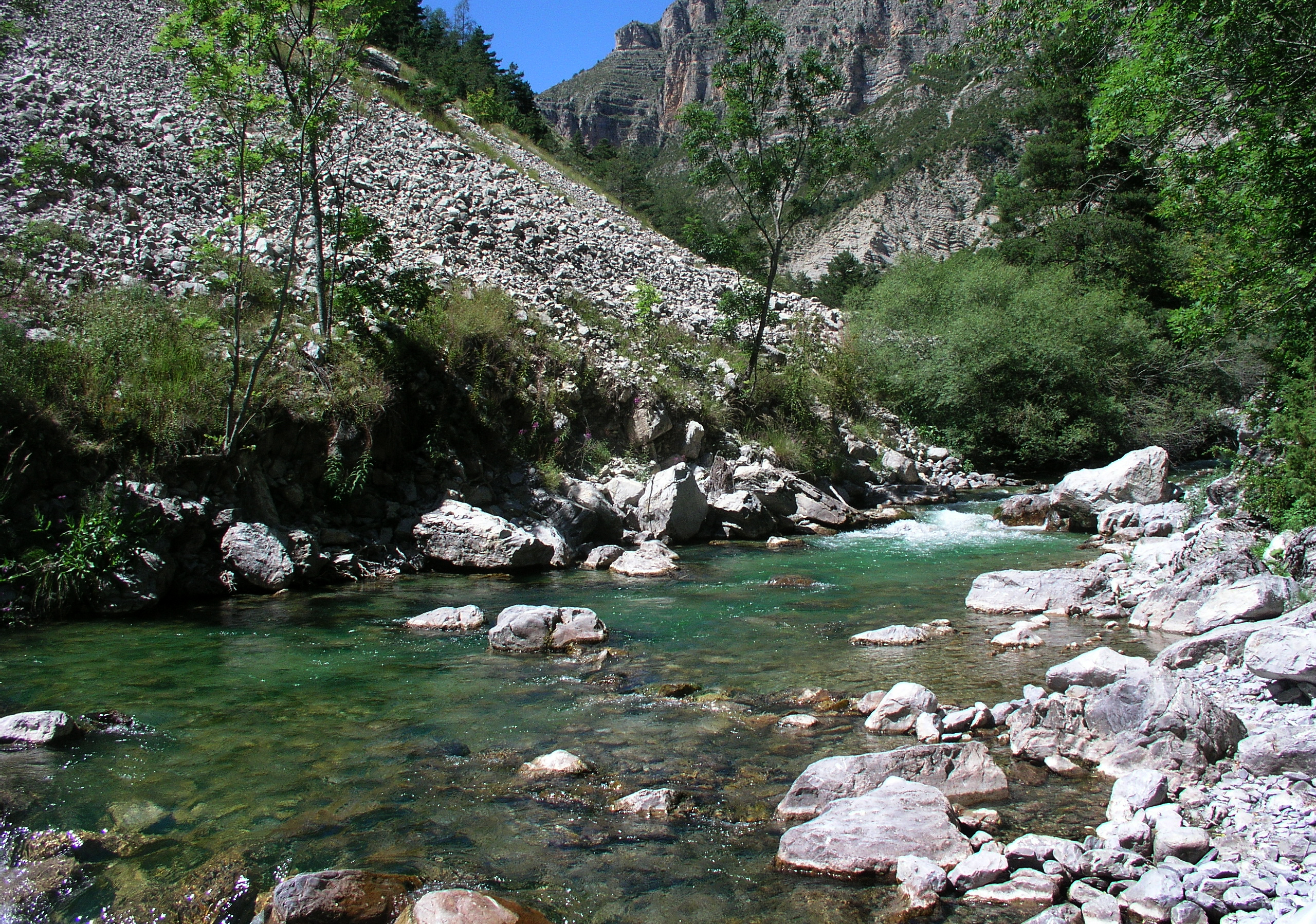
Après la coloration des lacs de Lignin, le Coulomp coule vert à Aurent.

2015 : 24 spéléologues issus de 4 nations sont au rendez-vous. Des plongées sont organisées et les travaux d'aménagement et de protection se poursuivent. Les explorations et désobstructions permettent néanmoins de porter le développement à 13 500 m.    
2016 : C'est le 8e et dernier camp international d'exploration organisé à la grotte des Chamois, il compte 24 participants venant de 7 pays. La grotte N-I Nini est découverte dans le ravin des Pasqueirets (Méailles), elle constitue la troisième entrée au système souterrain. Toutefois, l'accès au système par cette grotte, défendue par plusieurs siphons, nécessite des équipements spéciaux de plongée souterraine. La révision topographique (double-visée) permet de repositionner les escalades de Valette Highway. Le développement de la cavité est de 13 900 m pour une dénivellation de 390 m (-67 ; +323).

## Hydrogéologie de la source du Coulomp
À développer.
Une coloration réalisée le 9 novembre 2013 à la perte du lac de Lignin a prouvé une relation avec la source de Coulomp. Une désobstruction dans la perte est en cours,.